# Musée des Ursulines de Mâcon
Pour les articles homonymes, voir Musée des Ursulines.
Le musée des Ursulines est un musée d'art et d'archéologie situé dans l'ancien couvent des Ursulines à Mâcon depuis 1968. Rénové en 1992, il est labellisé musée de France, au sens de la loi no 2002-5 du 4 janvier 2002.

## Histoire
Les Ursulines, appelées par l'évêque Gaspard Dinet, s'installent à Mâcon dès 1615 pour faire l'éducation des jeunes filles de la noblesse et de la bourgeoisie. Le couvent actuel est construit de 1675 à 1680 sur le plateau de la Baille.
Réquisitionné par les pouvoirs publics à la Révolution, il devient, avec la Visitation et la Maison de Charité, maison d'arrêt en 1793. Le père de Lamartine y sera incarcéré comme en témoigne encore une plaque commémorative, rue des Ursulines. Y seront aussi détenus quantité de prêtres refusant le serment à la Constitution civile du clergé, et dénoncés (six signatures de concitoyens du département suffisaient pour les signaler à la garde nationale). Antichambre de la déportation, le couvent des Ursulines vit partir en 1794 de nombreux prêtres envoyés en Guyane, à Cayenne.
En 1796, le couvent devient la caserne Puthod, utilisée jusqu'en 1929 date à laquelle elle sera désaffectée puis rétrocédée à la ville de Mâcon. Avant de devenir le musée des Ursulines en 1968, le bâtiment abrite la « Maison du peuple » mise à la disposition de diverses associations. Les travaux de remise en état durèrent de 1963 à 1967 et la salle consacrée à la Préhistoire (rez-de-chaussée) ainsi que l'espace dédié aux Beaux-Arts (étage) furent ouverts au public le 10 juin 1968. L'inachèvement des ailes du bâtiment a suscité de nombreuses interrogations mais l'explication la plus plausible serait le manque de moyens financiers.
L'ancien couvent des Ursulines fait l’objet de multiples inscriptions au titre des monuments historiques : le 30 août 1929 pour le cloître, le grand escalier, ainsi que les trois portes sur la rue des Ursulines, le 30 mai 1962 pour la chapelle et le 30 mai 1962 pour les façades et les toitures de l'ensemble des bâtiments de l'ancien couvent.
Une partie du deuxième étage est consacrée au poète Alphonse de Lamartine, présentant manuscrits, portraits en peinture, reconstitution d'une salle de son château avec le mobilier d'époque, etc.

## Archéologie
Situé dans les salles du rez-de-chaussée, archéologie régionale, histoire et urbanisme de Mâcon : armes, monnaies, céramiques, mobilier ainsi que des objets d'art tels que sculptures, chapiteaux, statues et bas-reliefs.
Également au rez-de-chaussée, se trouve une importante collection (donation Testot-Ferry) d'armes, d'outils et d'ossements issus du site préhistorique de Solutré, témoins de la Préhistoire en mâconnais.

## Ethnographie
Le département d'ethnographie est situé au premier étage.
Il y présente le travail de la vigne, la batellerie, la pêche, les aménagements du cours d'eau, avec des poteries, meubles, outils.
Une section est dédiée à l'aviron avec des photographies anciennes et des affiches.
On y trouve aussi des toiles de paysagistes régionaux comme : 
- Honoré Hugrel (1880-1944), dont Labour dans le Mâconnais[7], Le Grand Troupeau
- Jean Laronze (1852-1937), dont Le Calme[8], Le Chant de l'alouette[9], Le Soir[10], L'Angélus

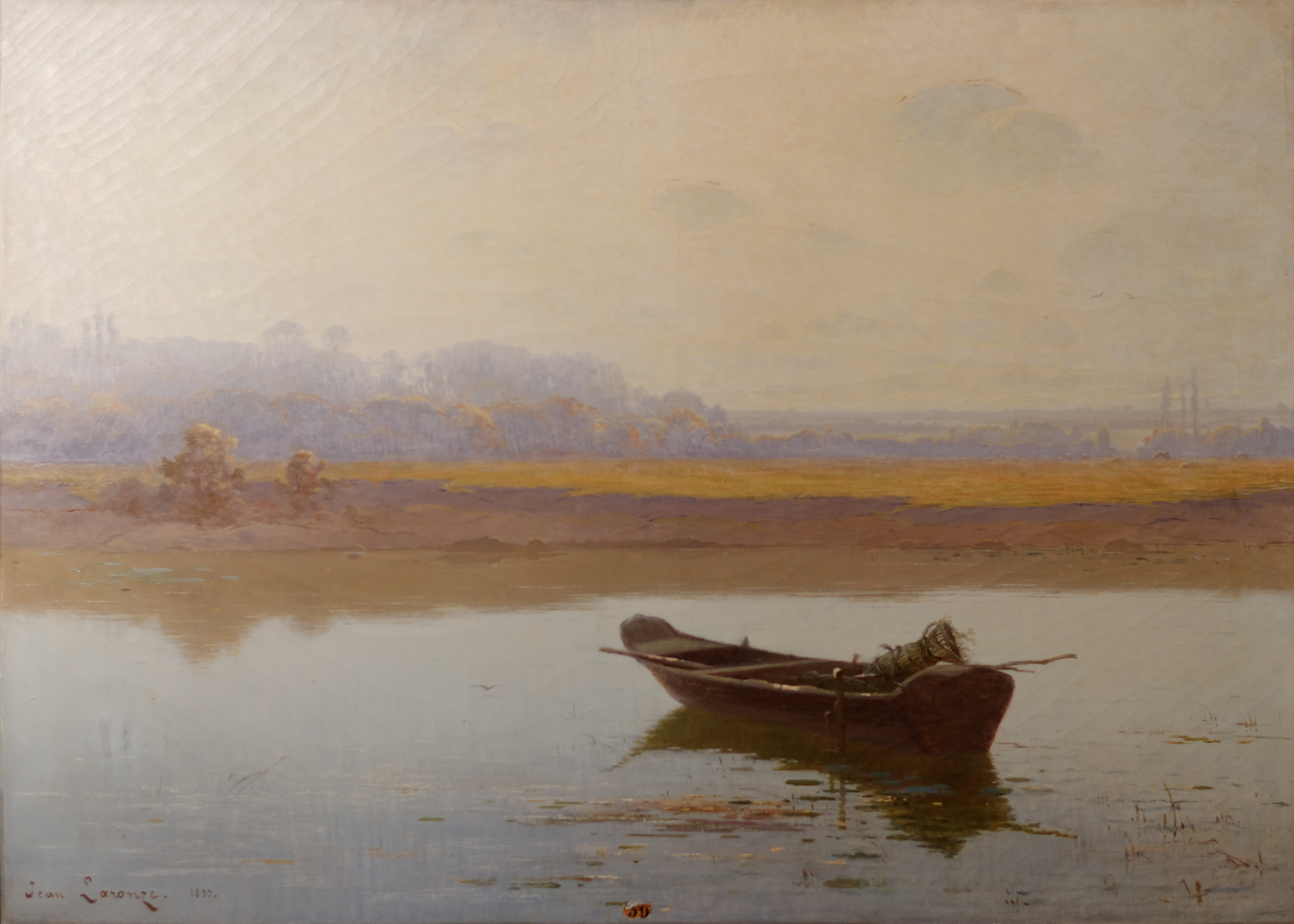
Jean Laronze, Le Calme (en Charolais).
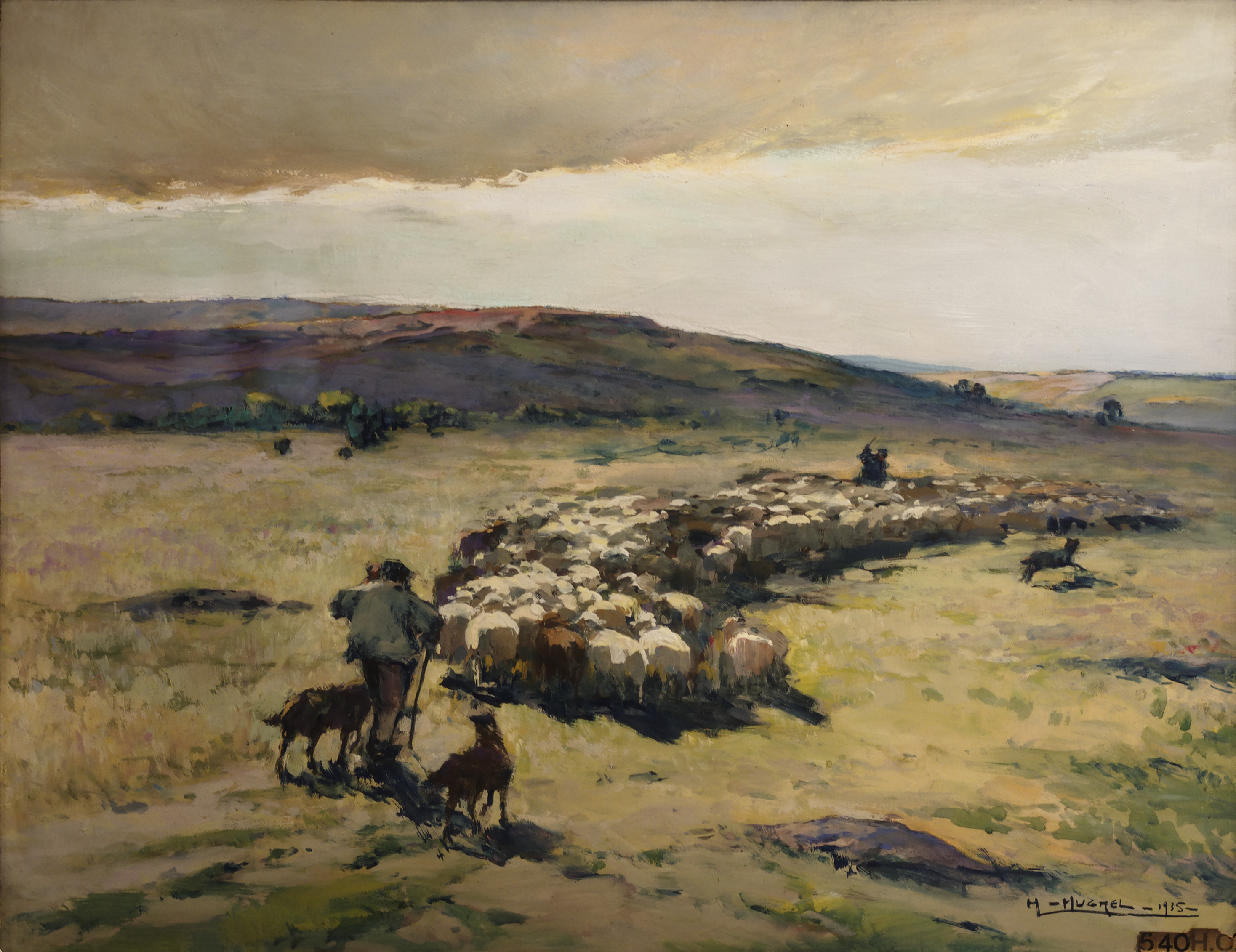
Honoré Hugrel, Le Grand Troupeau.

## Beaux-Arts
Salles situées au deuxième étage.

### Œuvres duXVIesiècle
- Attribué à Titien (vers 1490-1576), Portrait d'un doge[11].
- Anthonie Van Blockland (1532-1583), dont La Rencontre de la Vierge et de sainte Élisabeth et Présentation au Temple (diptyque)[12].

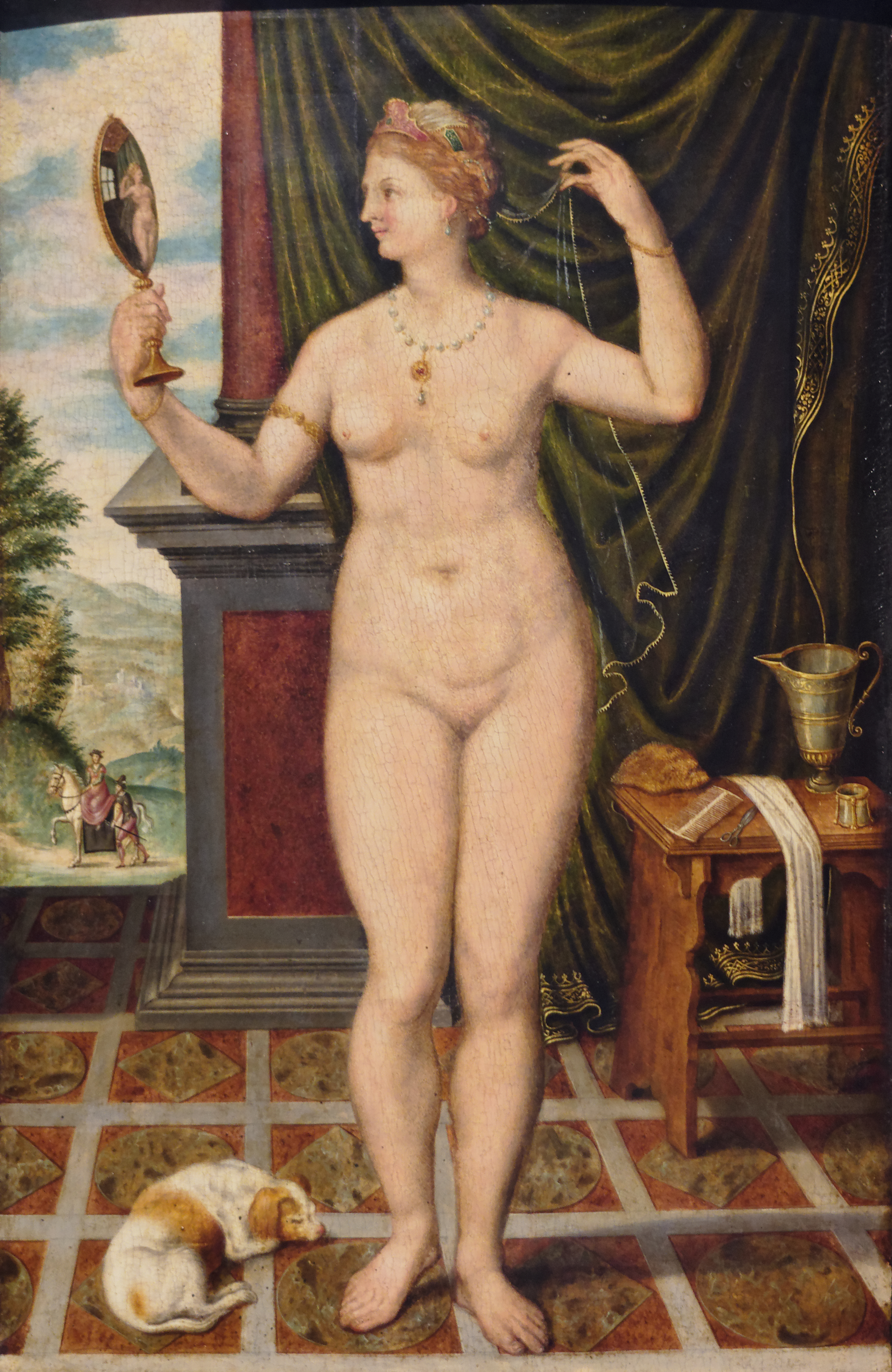
École de Fontainebleau, Vénus au miroir.
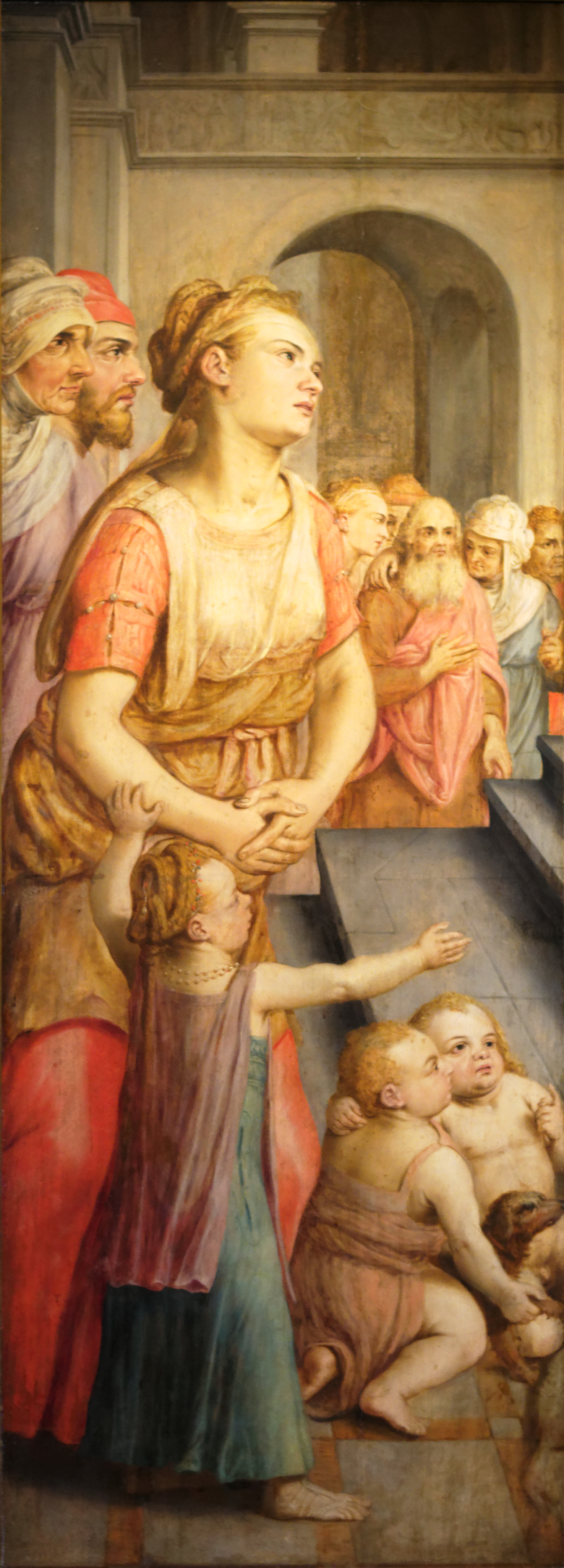
Anthonie Van Blockland, Présentation au Temple.

- École de Fontainebleau, Vénus au miroir.
- Anthonie Van Blockland, Présentation au Temple.

### Œuvres duXVIIesiècle
- Jean-Baptiste Belin de Fontenay ou Blain de Fontenay Père (1653-1715), Nature morte, Vase et Fruits.
- Pieter Boel (1626-1674), Études de chauve-souris.
- Adriaen Brouwer (vers 1605-1638), dont Groupe de buveurs.
- Louis de Caullery (1582-1622), Concert galant.
- Philippe de Champaigne (1602-1674), dont Le Bon Pasteur (œuvre de l'atelier).
- Pieter Jacobsz Codde (1599-1688), dont Dame à sa toilette[13].
- Lambert Doomer (1623-1700), Paysage aux ruines.
- Joost Cornelisz Droochsloot (1586-1666), dont  Autoportrait dans l'atelier [14].
- Jan Josef le Vieux Horemans (1682-1759), dont Intérieur d'auberge [15].
- Nicolas Knupfer (1603-60), Scène galante.
- Gérard de Lairesse (1640-1711), Danse d’enfants.
- Nicolas de Largillierre (1656-1746), Portrait d’un échevin.
- Charles Le Brun (1619-1690), Mucius Scaevola devant Porsenna.
- Giovanni Martinelli (1600-1659), dont Madeleine repentante[16].
- Pieter van Mol (1599-1650), Déploration du Christ.
- Isaac de Moucheron, Paysage antique.
- Jan Albertsz Rootius (vers 1615-1674), L'Artiste et sa famille[17].
- Cornelis Troost (1697-1750), Portrait satirique.
- François de Troy (1645-1730), Portrait de Nicolas de Malézieux.
- Guillaume Perrier (1600-1656), Le Remise du rosaire, La Naissance de saint Vincent et Saint Vincent meurt de ses blessures,

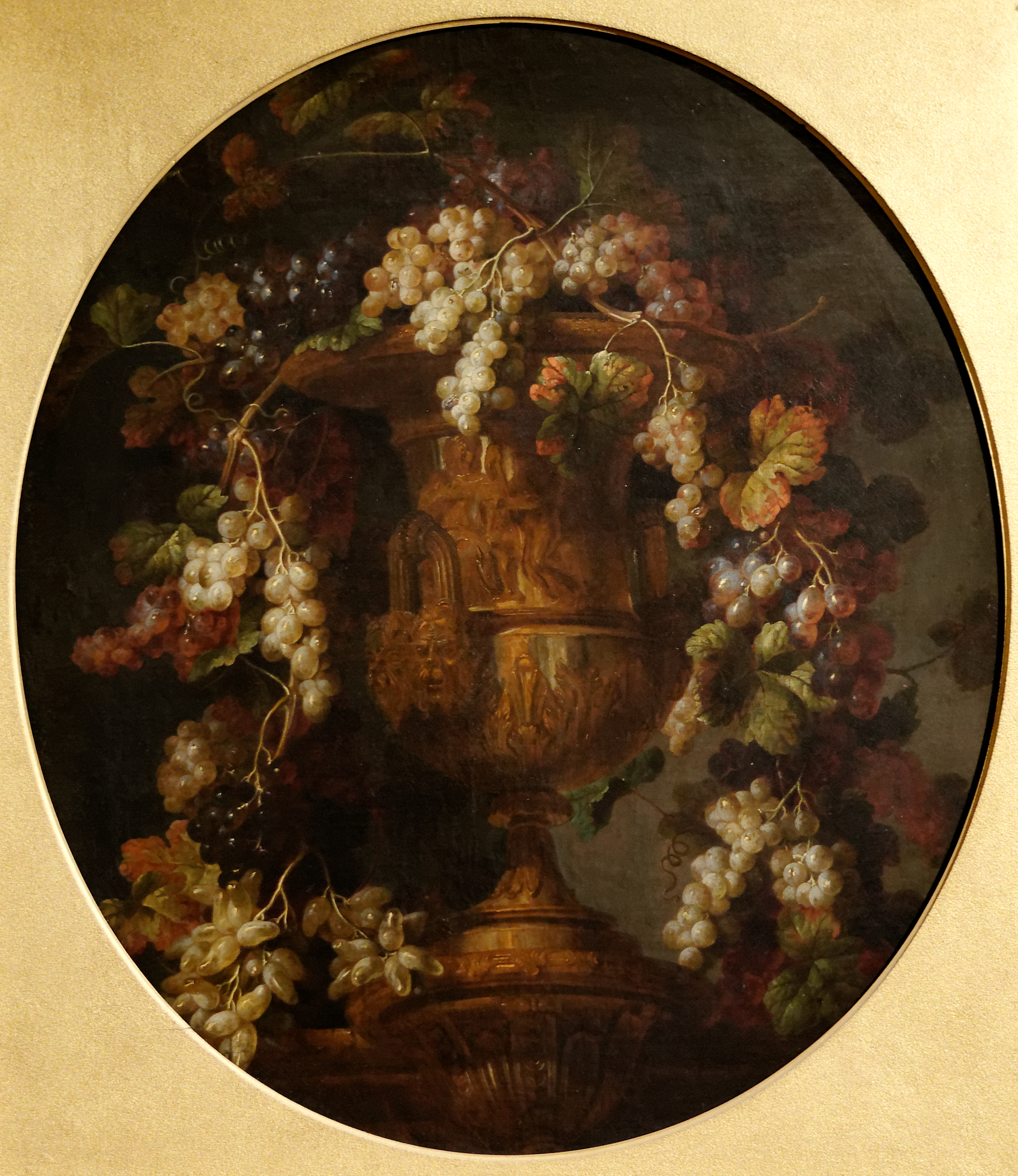
Jean-Baptiste Belin, Nature morte, vase et fruits.
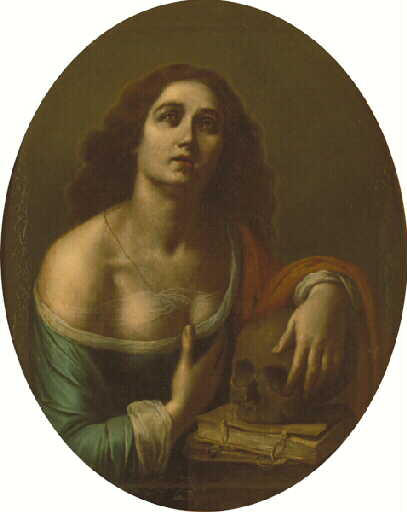
Giovanni Martinelli, Madeleine repentante.
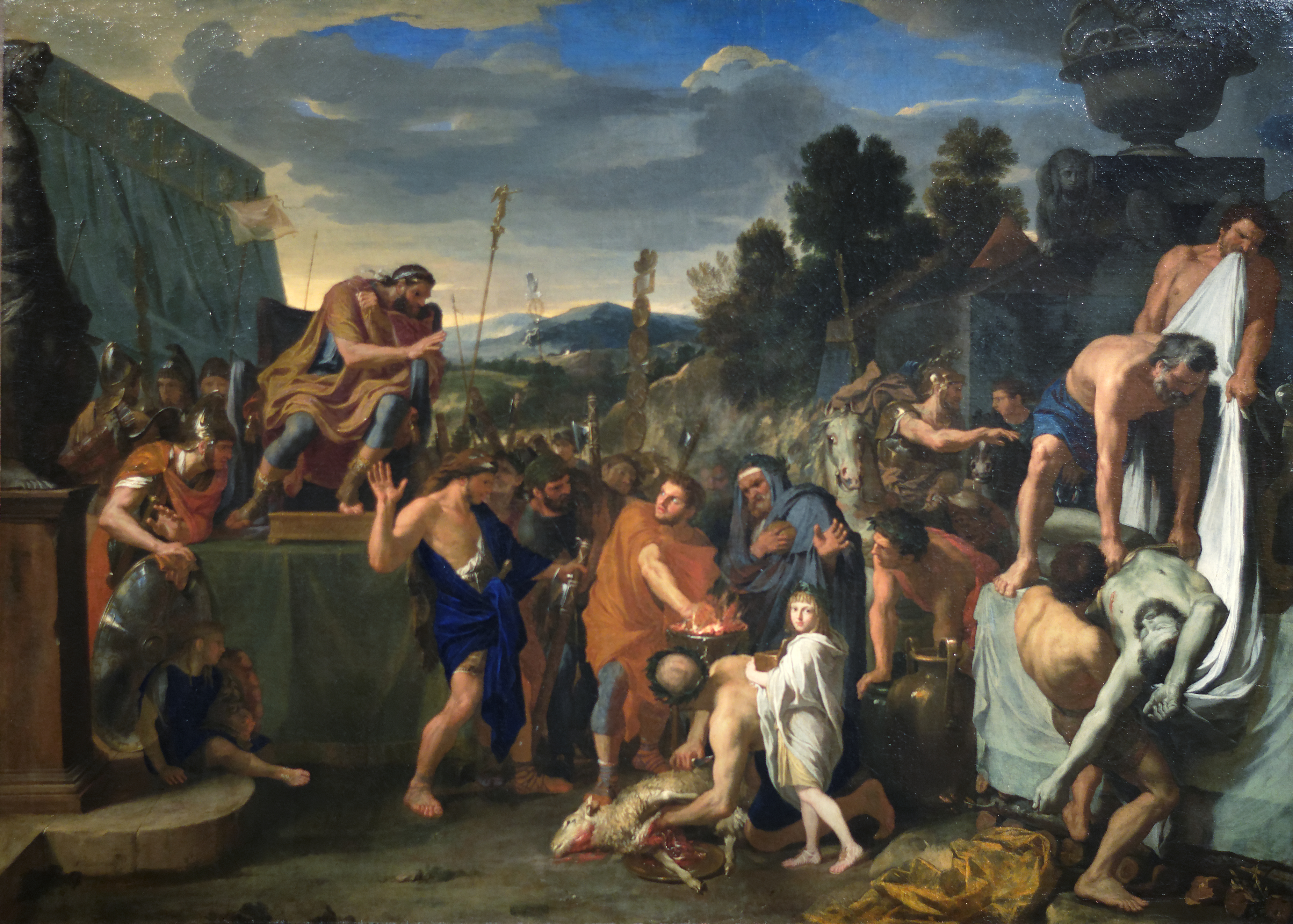
Charles Le Brun, Mucius Scaevola devant Porsenna (1643-1645).
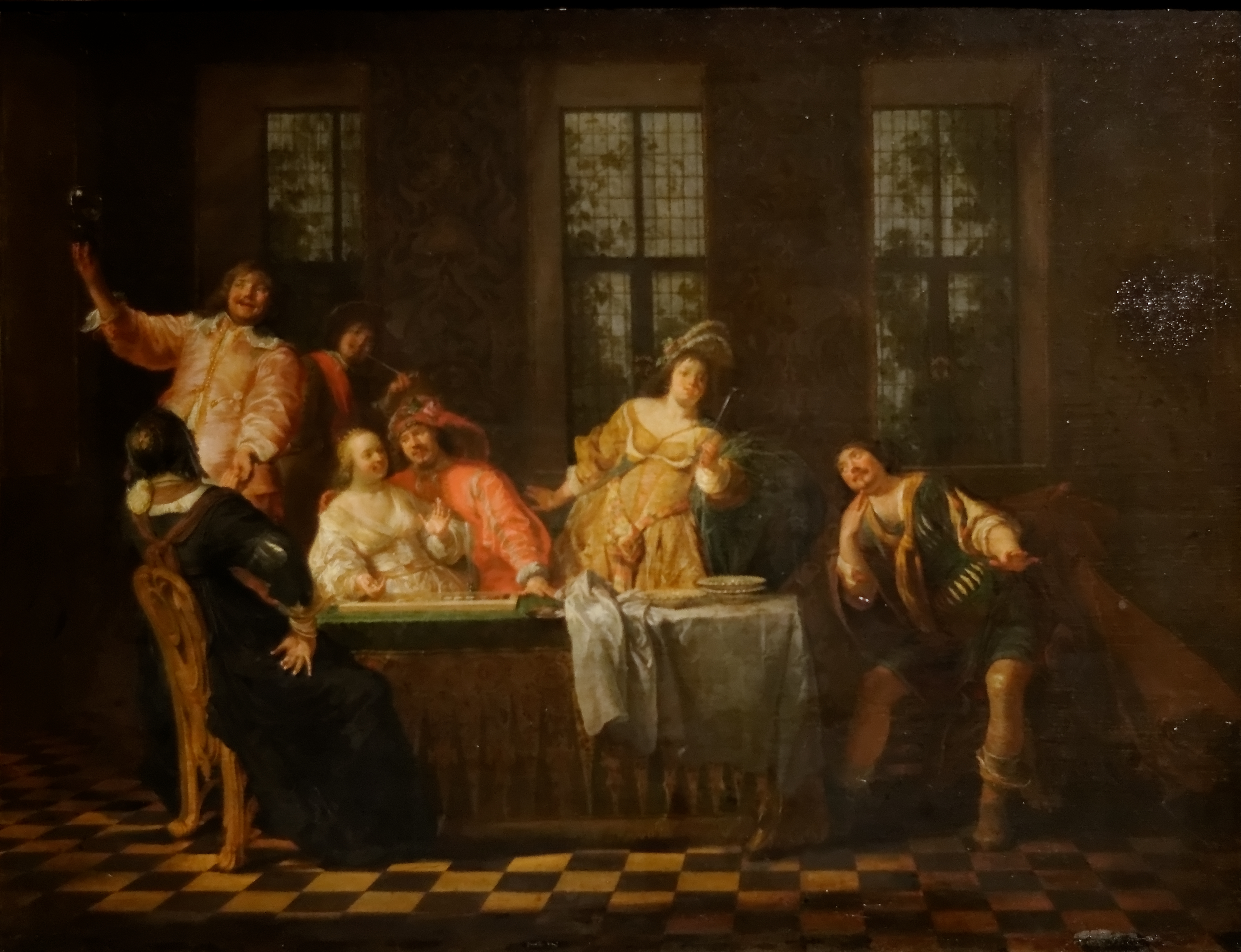
Nicolaus Knüpfer, Scène galante.
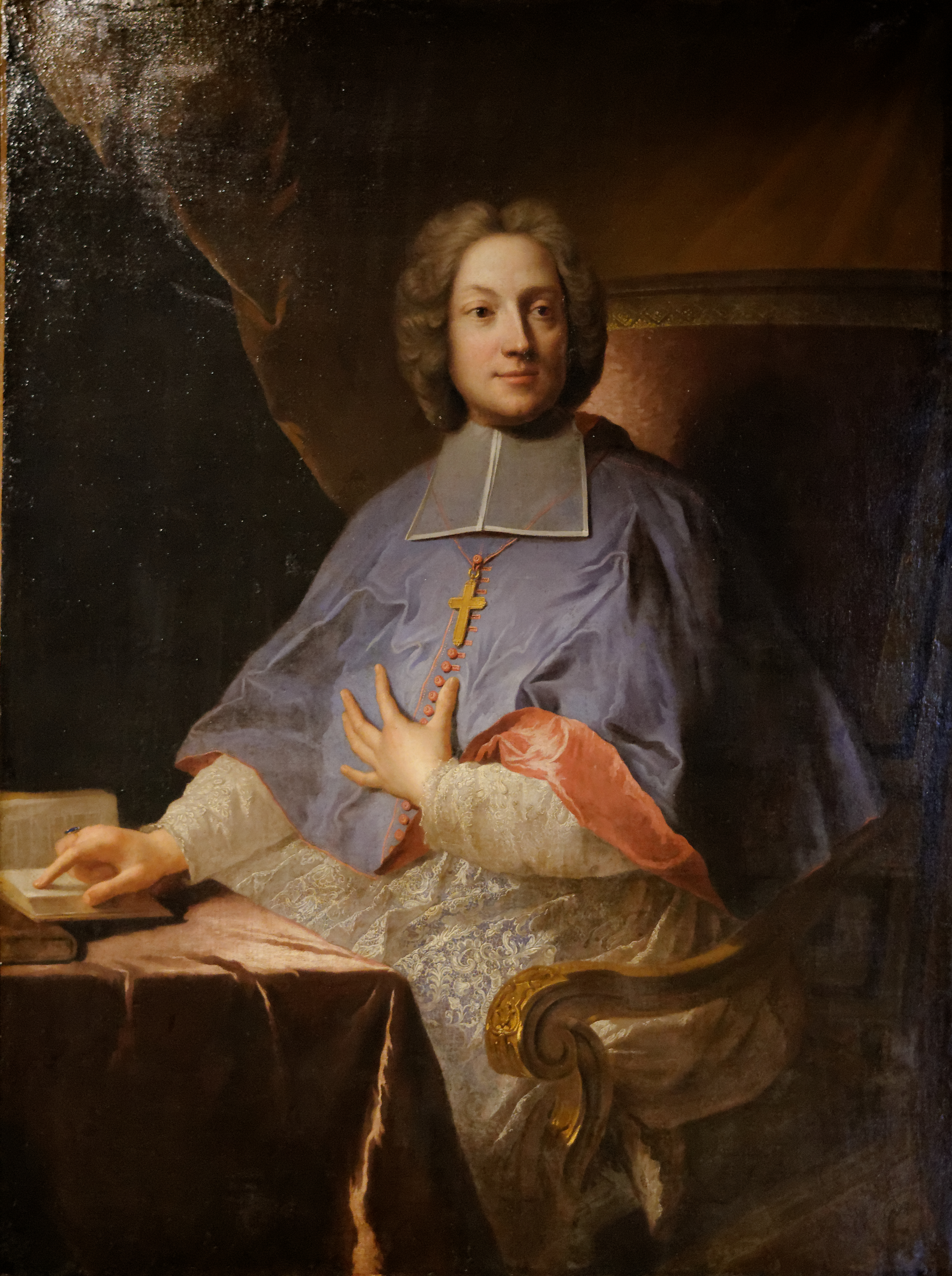
François de Troy, Nicolas de Malézieux.
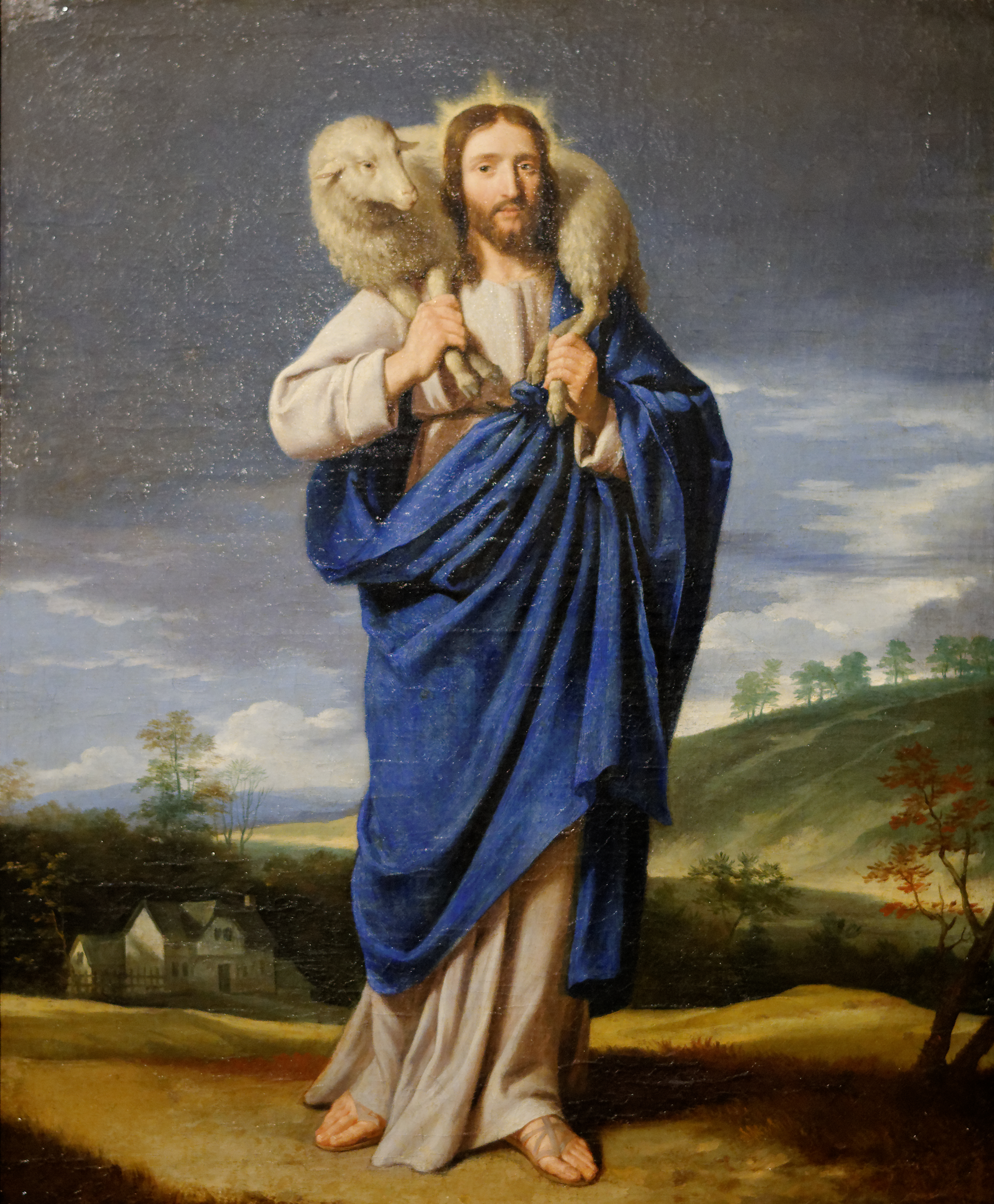
Philippe de Champaigne, Le Bon Pasteur.
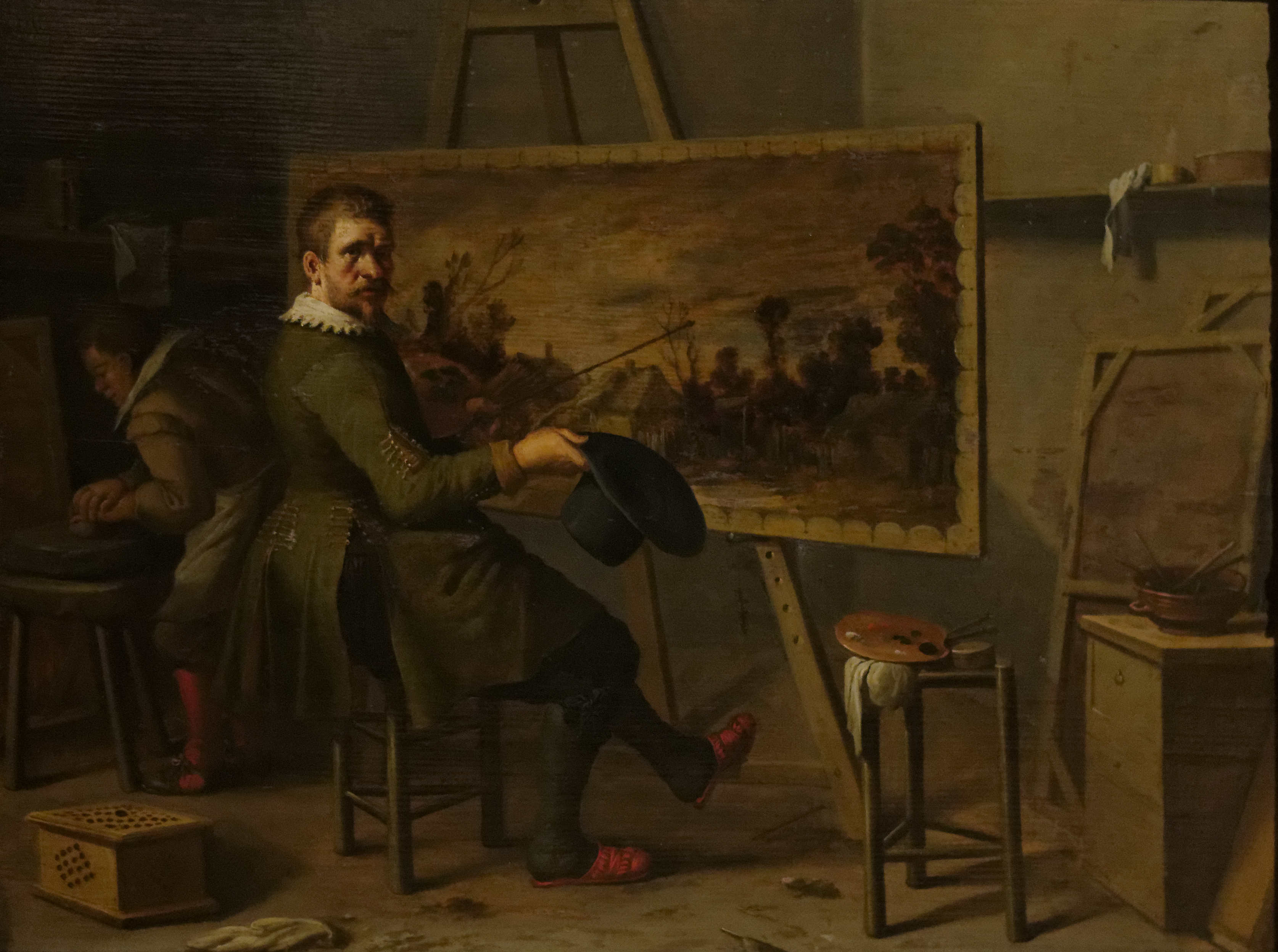
Joost Cornelisz Droochsloot, Autoportrait dans l'atelier.
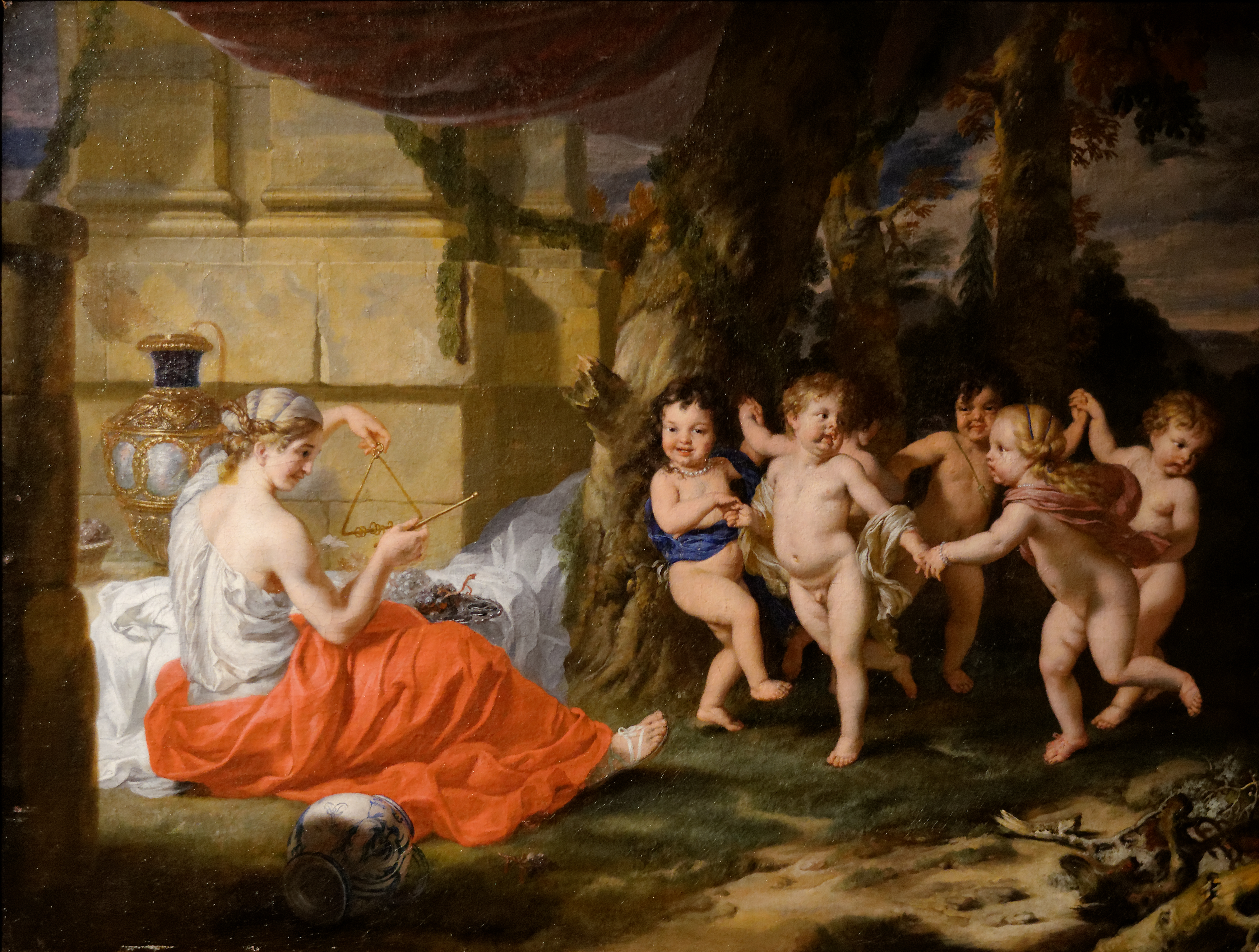
Gérard de Lairesse, Danse d'enfants.
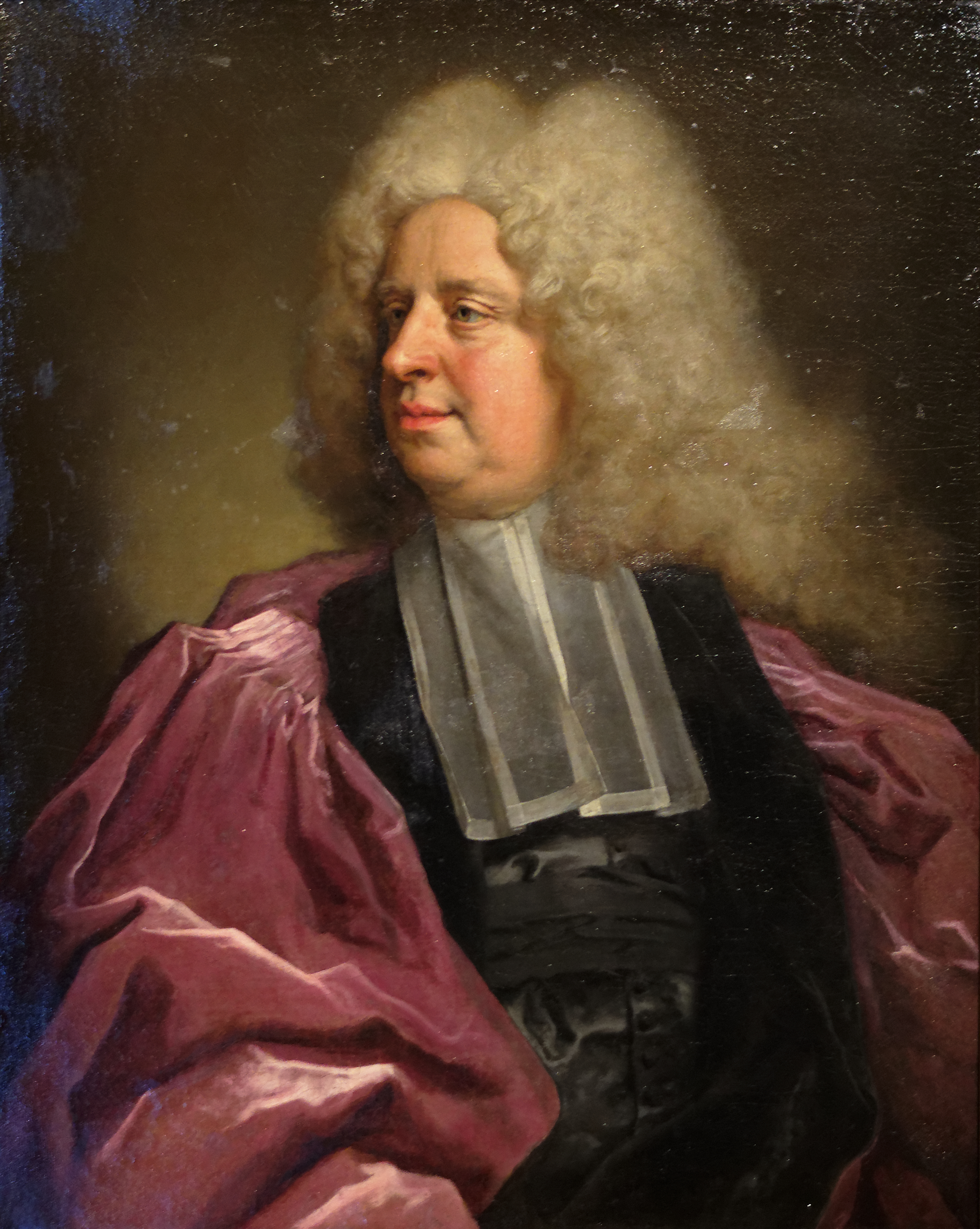
Nicolas de Largillierre, Portrait d'un échevin.
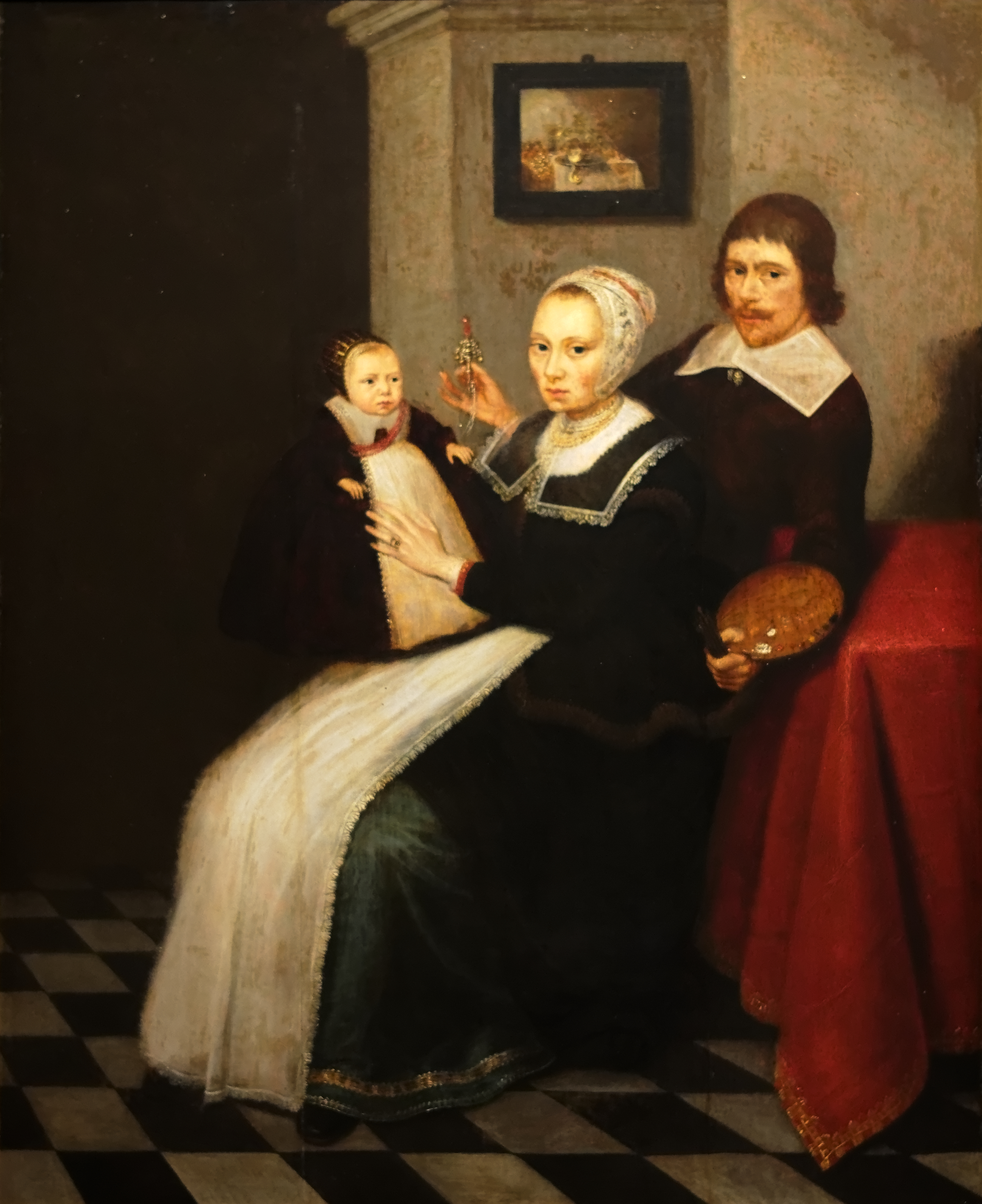
Jan Albertsz Rootius, L'Artiste et sa famille.
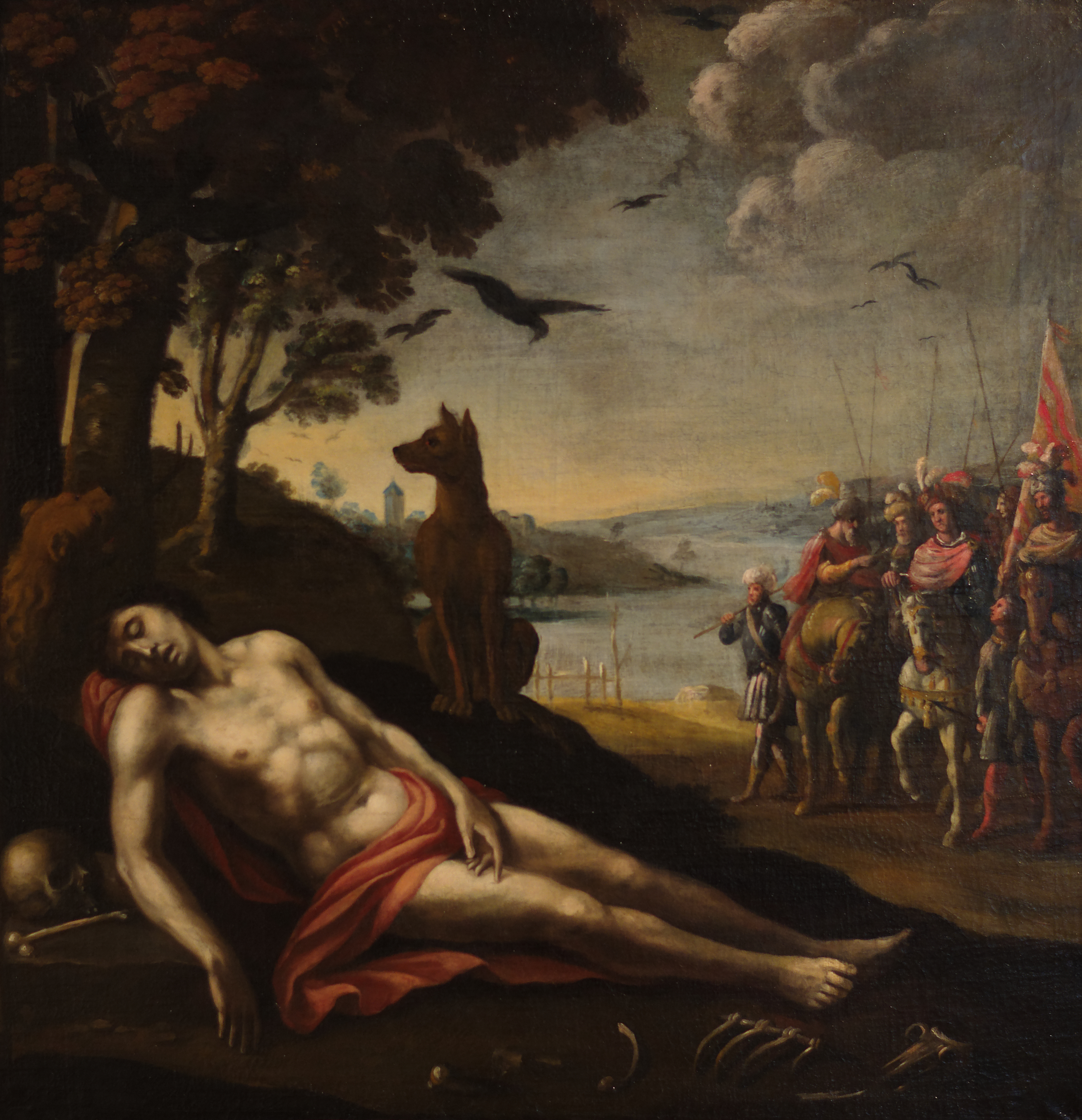
Guillaume Perrier, Saint Vincent meurt de ses blessures.

### Œuvres duXVIIIesiècle

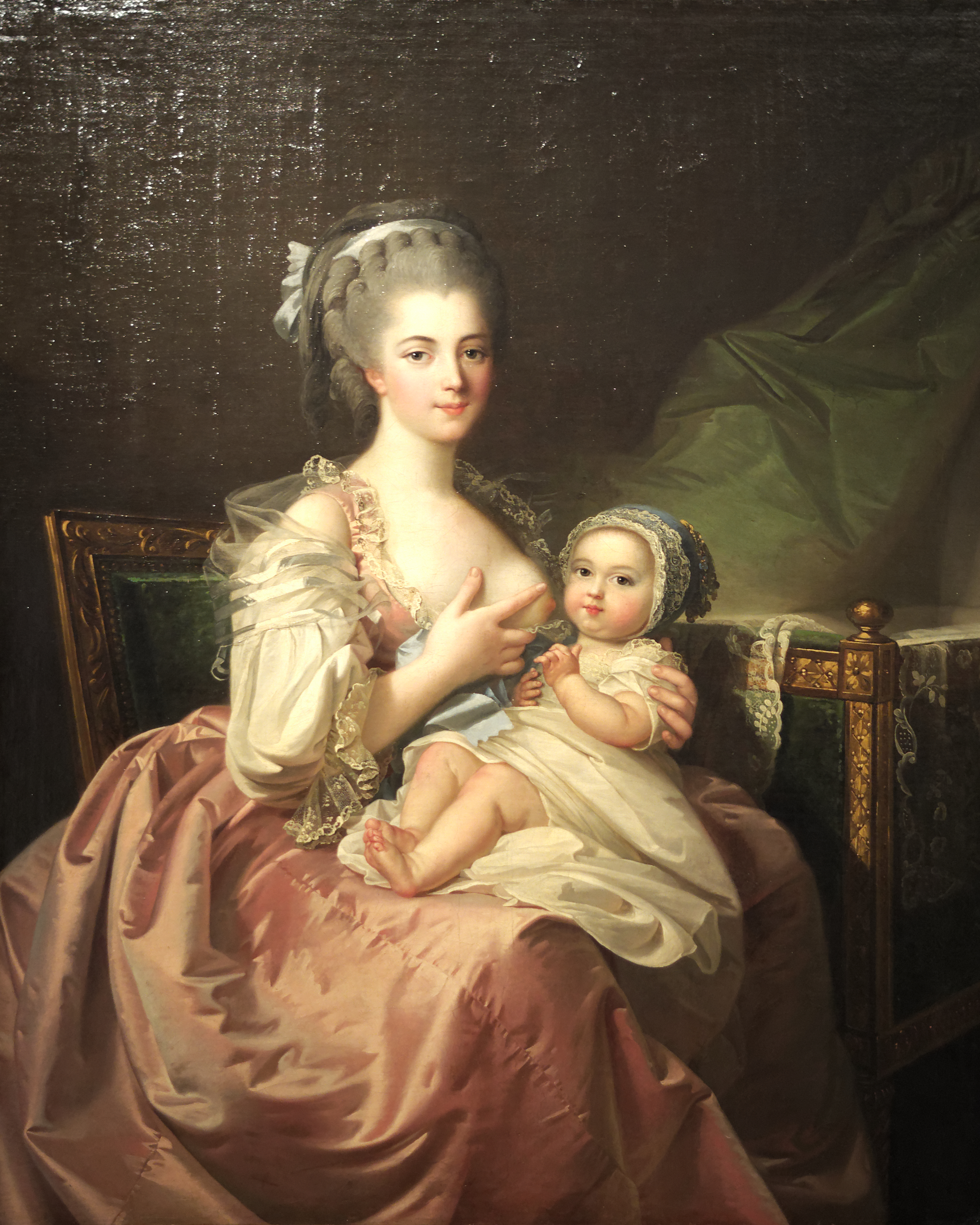
Jean-Laurent Mosnier, Portrait de femme allaitant son enfant.

- Corrado Giaquinto (1690-1765), Judith et Holopherne.
- Jean-Baptiste Greuze (1725-1805), Portrait de Monseigneur de Valras, Évêque de Mâcon.
- Jacob Philipp Hackert (1737-1807), dont Vue des champs phlégréens près de Naples[18].
- François-Auguste Parseval-Grandmaison (1759-1834), dont Nymphe surprise[19],[20].
- Joseph Benoît Suvée (1743-1807), dont L'Ange Raphaël disparaissant au milieu de la famille de Tobie.
- Jean-Laurent Mosnier (1743 ou 1744-1808), Portrait de femme allaitant son enfant

### Œuvres duXIXesiècle
- Adolphe Appian (École Lyonnaise), dont Les Marais de Rossillon[21].
- Charles Edouard de Beaumont (1812-1888), dont Pourquoi pas ?[22].
- Armand Bernard (1829-1894), Les Environs de Norma, campagne romaine, 1872[23].
- Gaston Bussière, fonds de plusieurs centaines d'œuvres[24].
- Eugène Chambellan (1821-1901), dont Semailles en Charolais et La Récolte des foins dans le Charolais.
- Camille Corot, dont Le Repos sous les saules[25].
- Joseph Caraud (1821-1905), dont La Lettre[26].
- Thomas Couture (1815-1879), dont Pifferaro et son fils[27].
- Philibert Léon Couturier (1823-1901), dont Basse-cour[28], Un piège[29].
- Théophile Henri Décanis (1847-1917), dont Le Thym fleuri dans les plaines d'Arbois, Provence.
- Étienne-Jean Delécluze, dont Pour mon papa.
- Édouard Louis Dubufe (1819-1883), dont La Comtesse de Beaussier.
- Henri Fantin-Latour.
- Jean-Baptiste Fauvelet (1819-1883), dont Les trois Âges[30].
- François Flameng (1856-1923), dont Portrait de Louis-Joseph Havard, (1810-1891).
- Léopold Flameng (1831-1911), dont Le Chemin de Croix.
- Joseph Marie Foussereau (1809-?), dont Le débucher[31].
- Philippe Jolyet (1832-1908), Vente mobilière dans la Bresse.
- Marianne de Lamartine (née Marianne Elisa Birch - 1790-1863), dont La Charité Romaine[32], Uranie[33].
- Auguste André Lançon (1836-1887), dont Lions avec leur proie[34].
- Claude Monet (Passerelle à Zaandam[35])
- Pierre-Victor Olagnon (1786-après1845), dont Intérieur[36].
- Charles Perrandeau (1865-1903), dont Le Chemin de halage[37].
- Hippolyte Petitjean (1854-1929) : Portrait de Madame Marthe.
- Pierre Puvis de Chavannes, dont La Gardeuse de chèvres.
- Henriëtte Ronner-Knip (1821-1919), dont Deux chatons surveillant une mouche[38].
- Édouard Sain (1830-1910), dont Le Départ pour la messe[39].
- Tony Tollet (1857-1953).
- Pierre Félix Trezel, dont Vénus au bain, ou l'Innocence.
- Charles Valfort (1808-1867), dont Fête de nuit à Venise[40].
- Félix Ziem.
- François Corbusier, dont Portrait d'une paysanne romaine portant une corbeille de fruits[41].

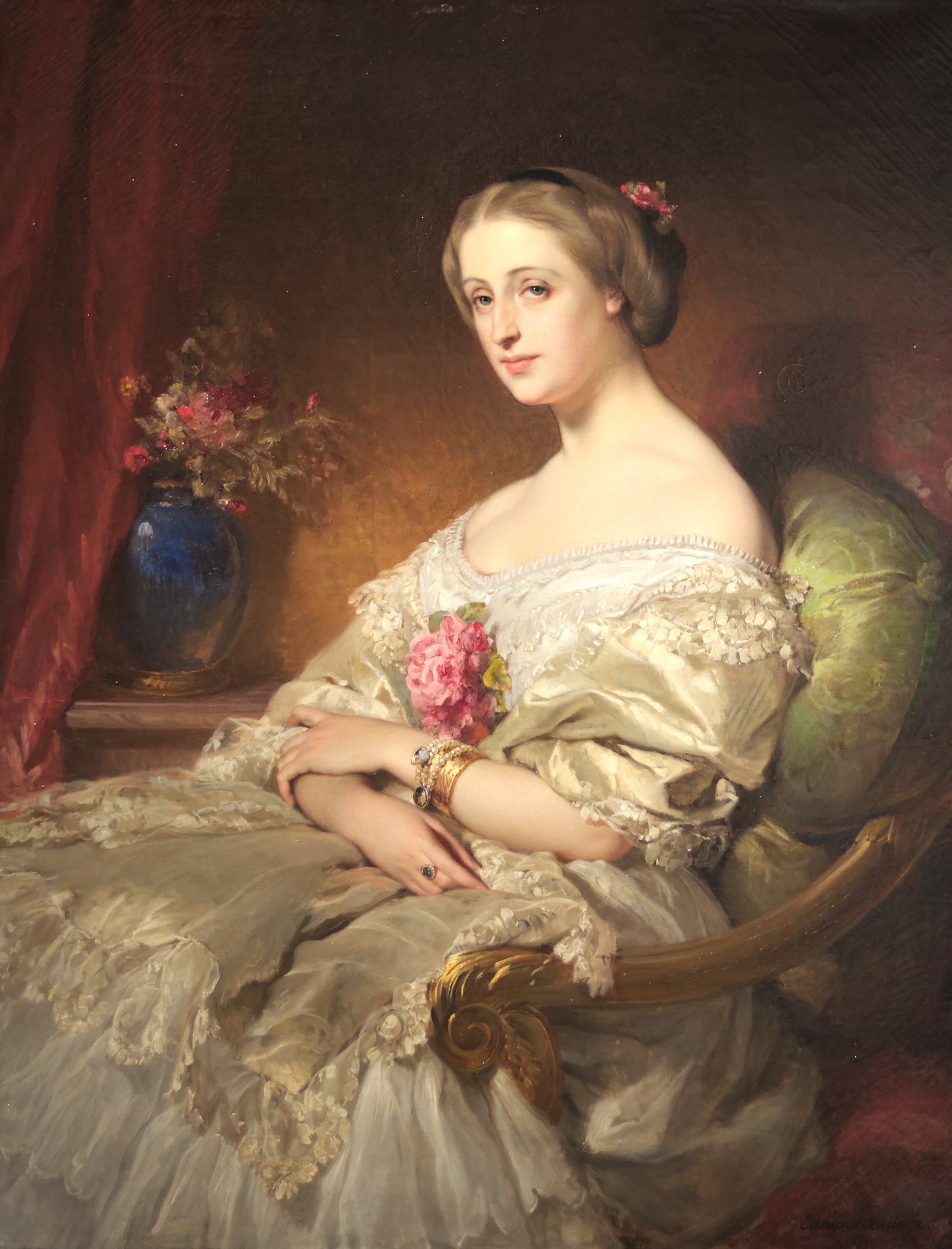
Édouard Louis Dubufe, La Comtesse de Beaussier.
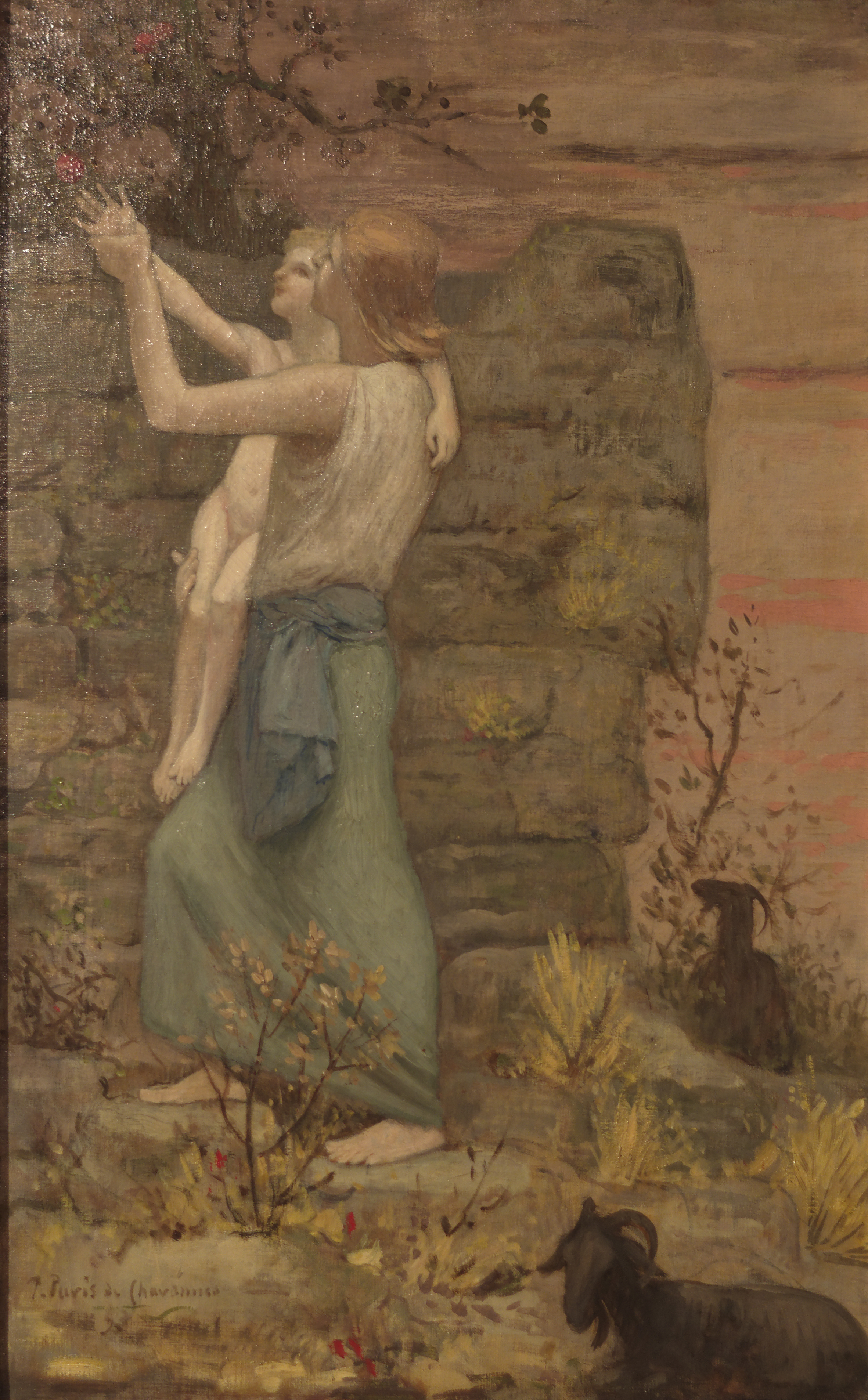
Pierre Puvis de Chavannes, La Gardeuse de chèvres.,
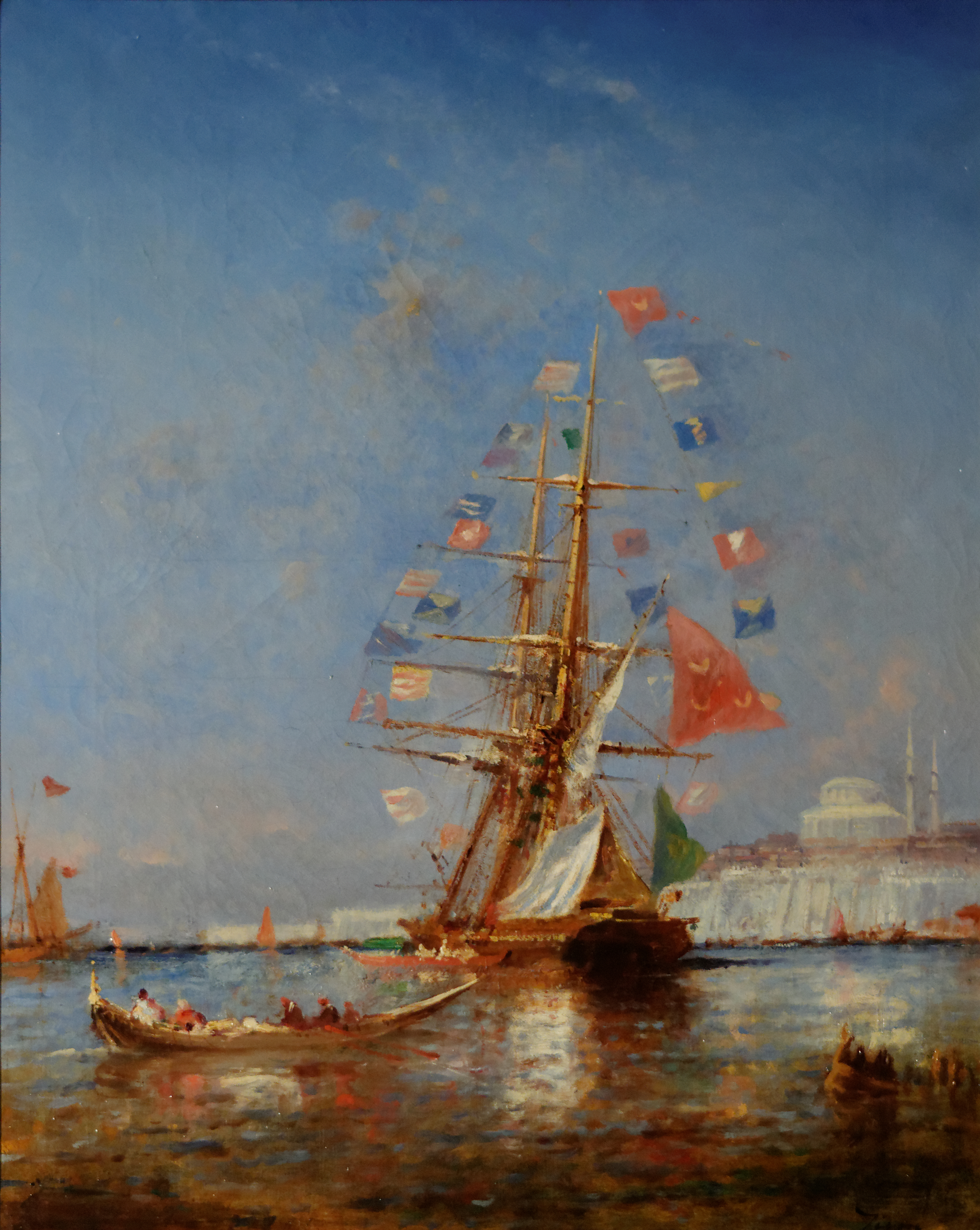
Félix Ziem, Le Bosphore.
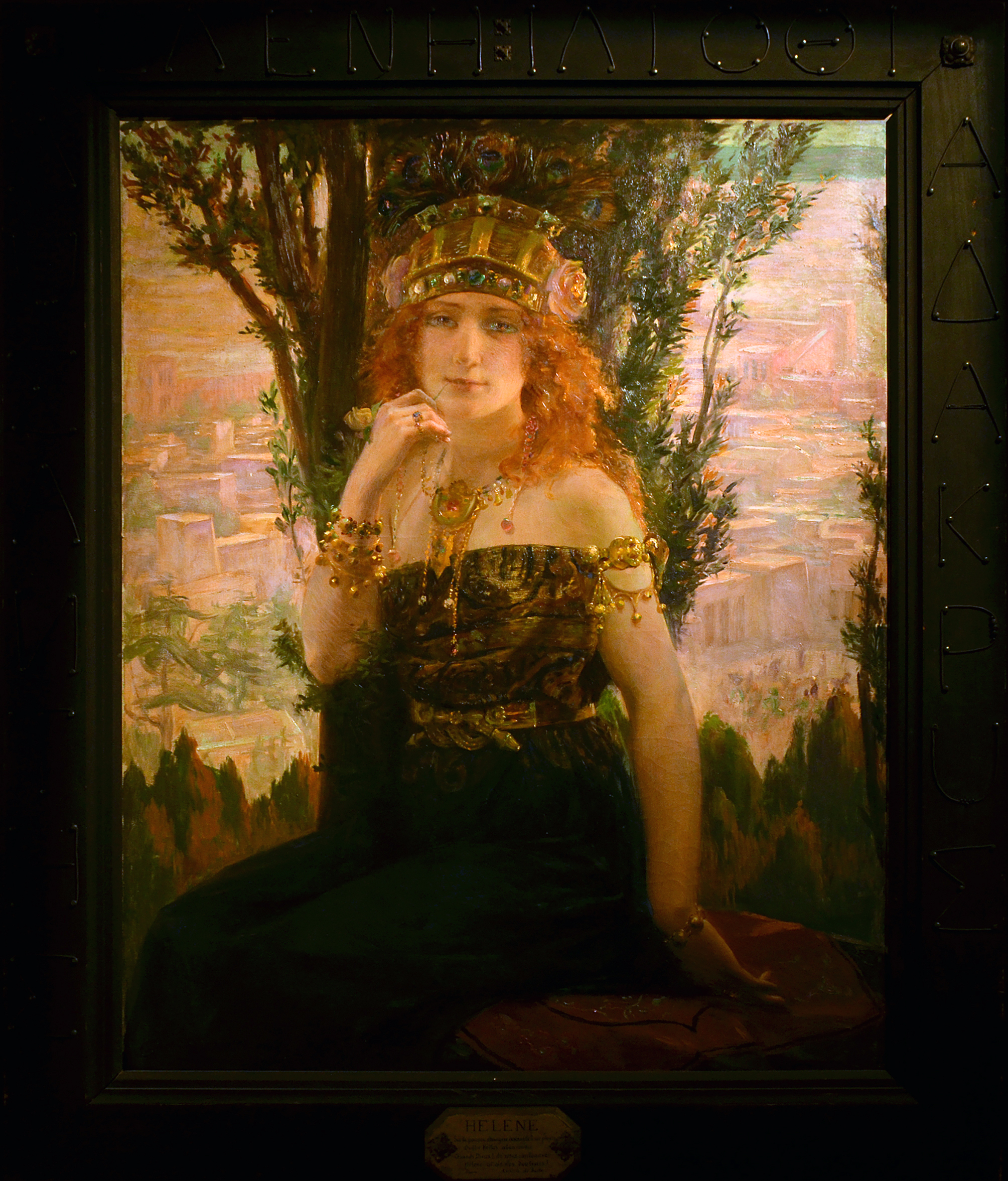
Gaston Bussière, Hélène de Troie.,
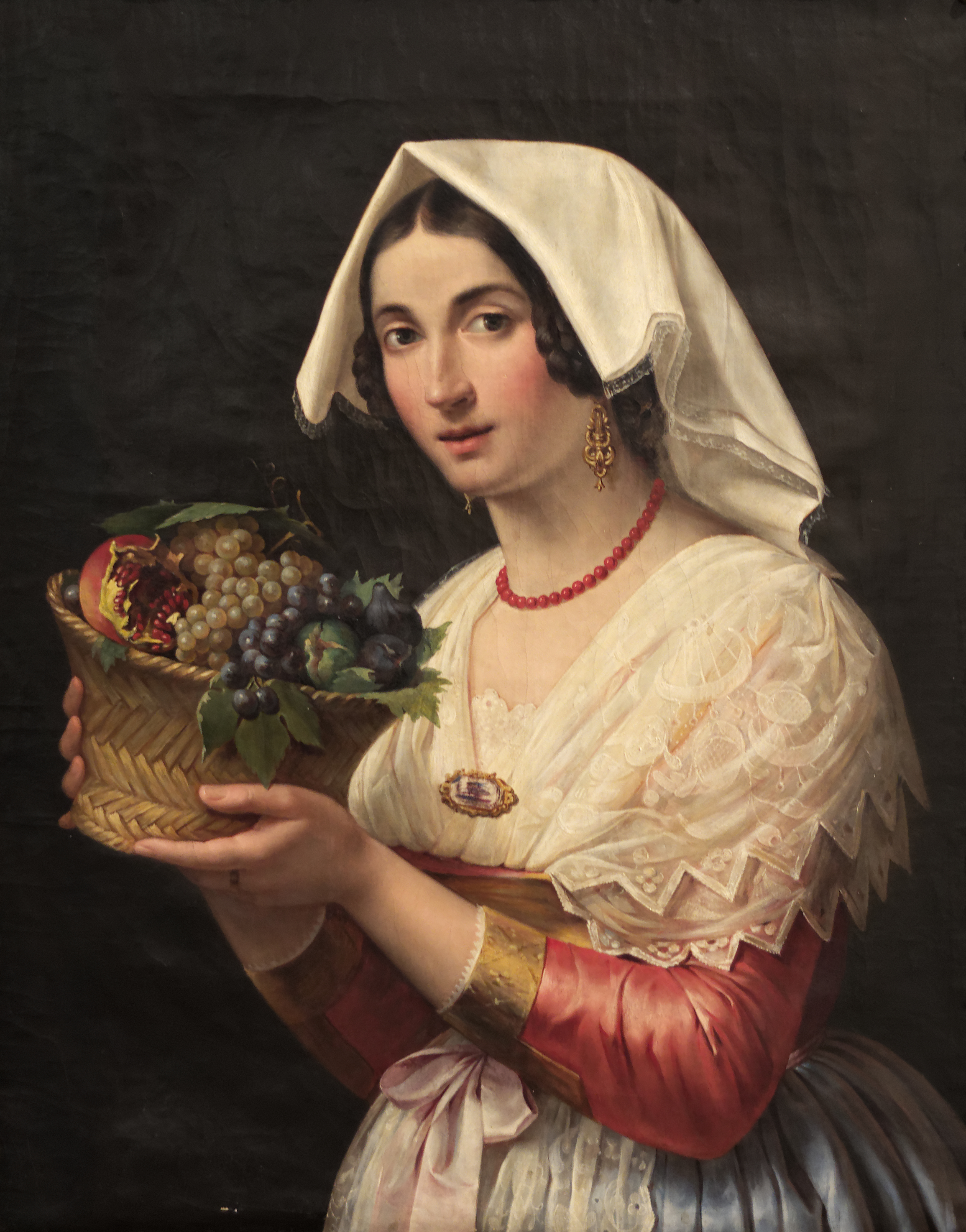
François Corbusier, Portrait d'une paysanne romaine.
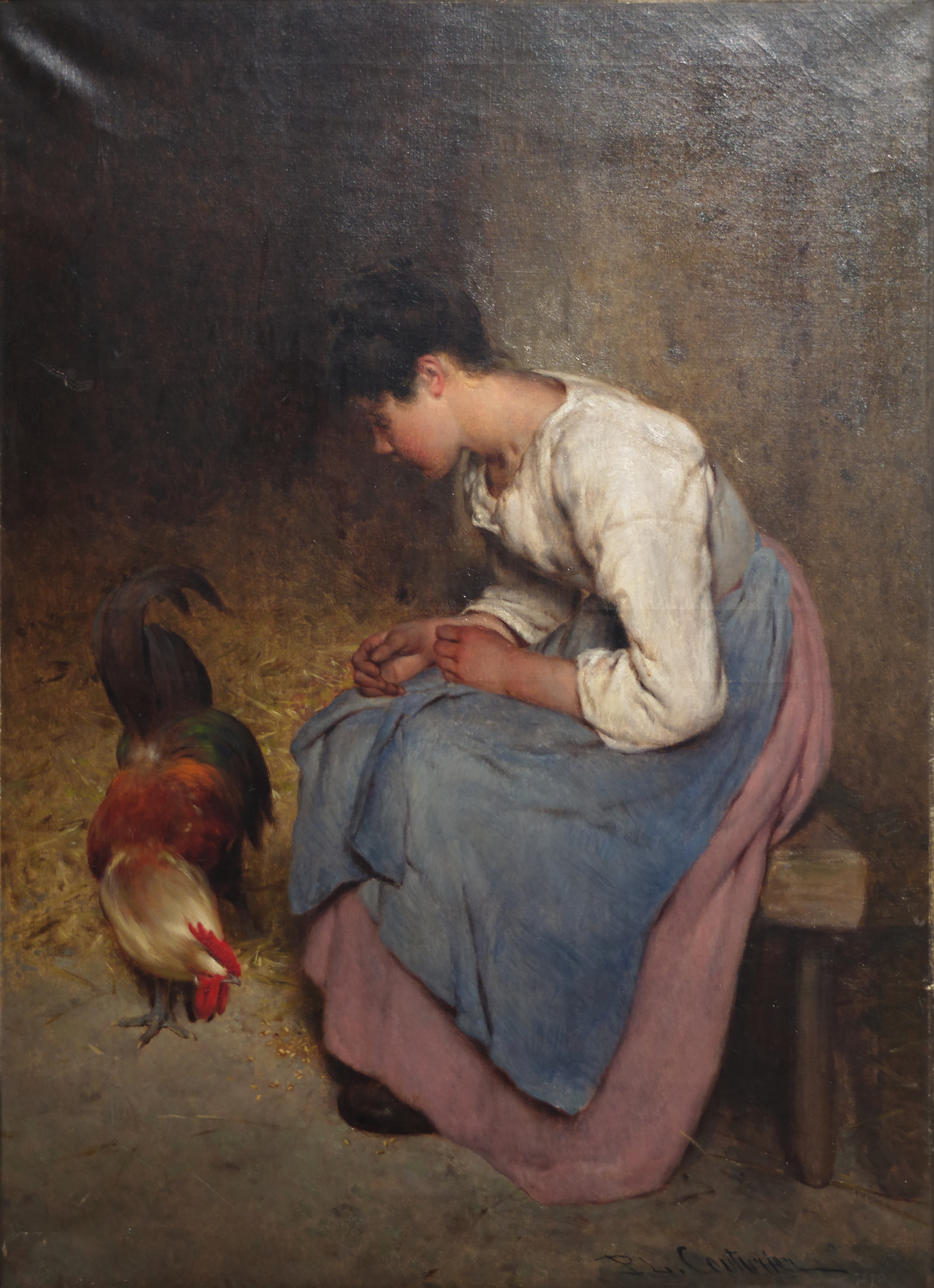
Philibert Léon Couturier, Un piège'.
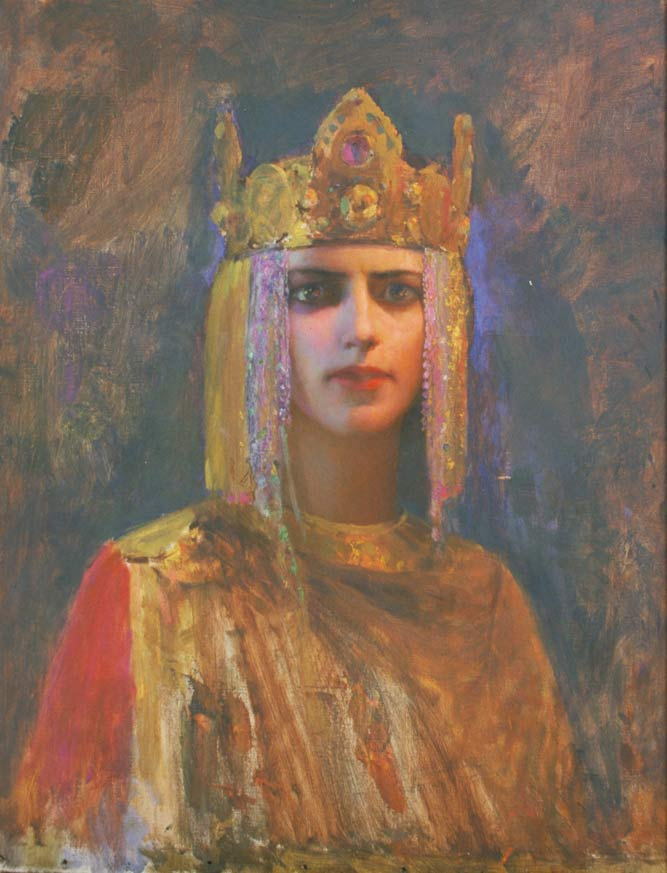
Gaston Bussière, Yseult la blonde.
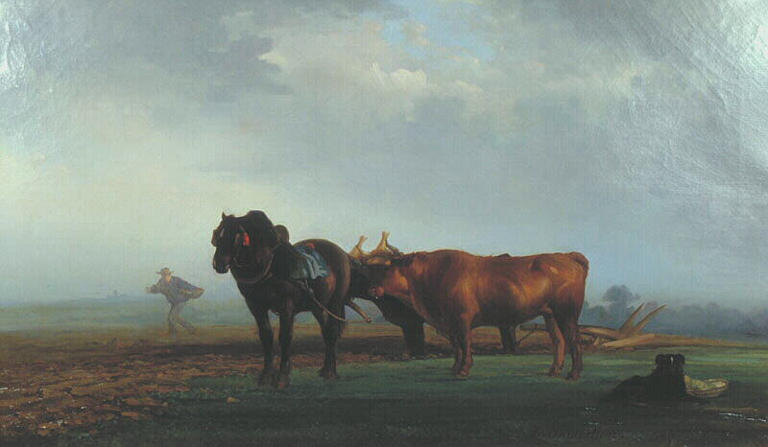
Eugène Chambellan, Semailles en Charolais.
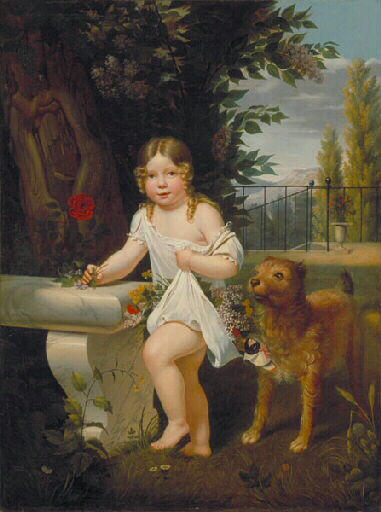
Étienne-Jean Delécluze, Pour mon papa.
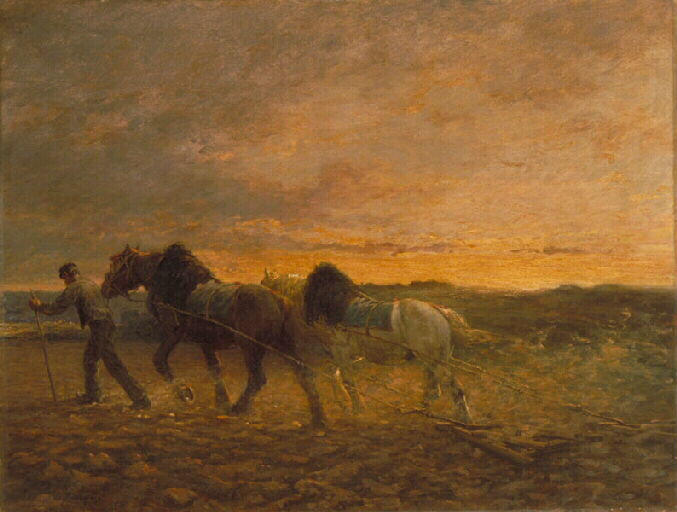
Émile Jacque, Chevaux à la herse.
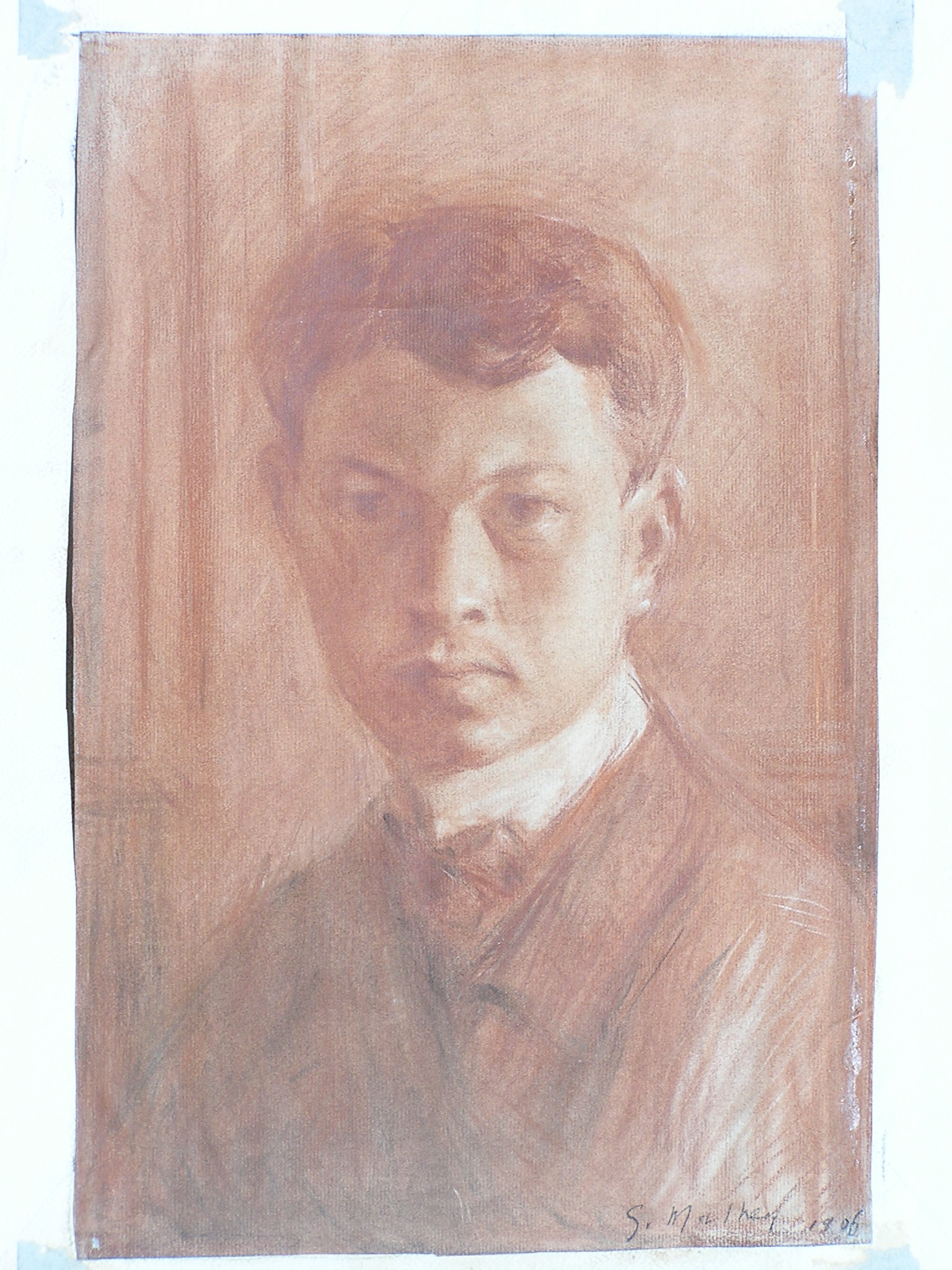
Georges Mathey, Autoportrait.
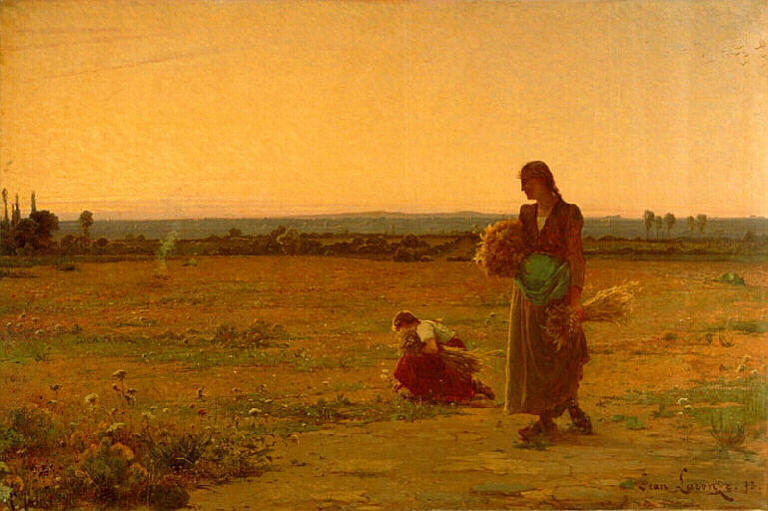
Jean Laronze, Le Soir'.
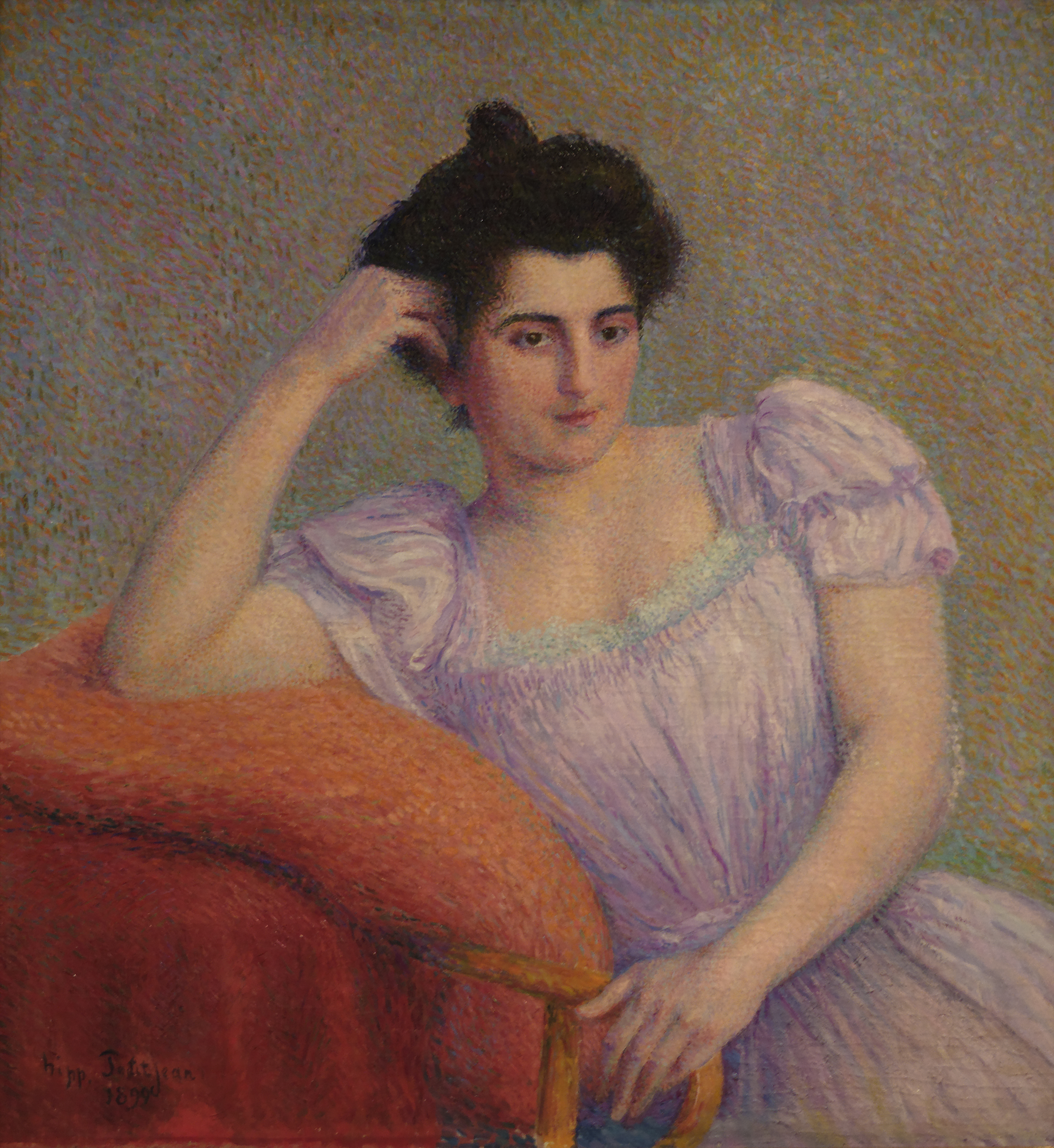
Hippolyte Petitjean, Portrait de Madame Marthe.
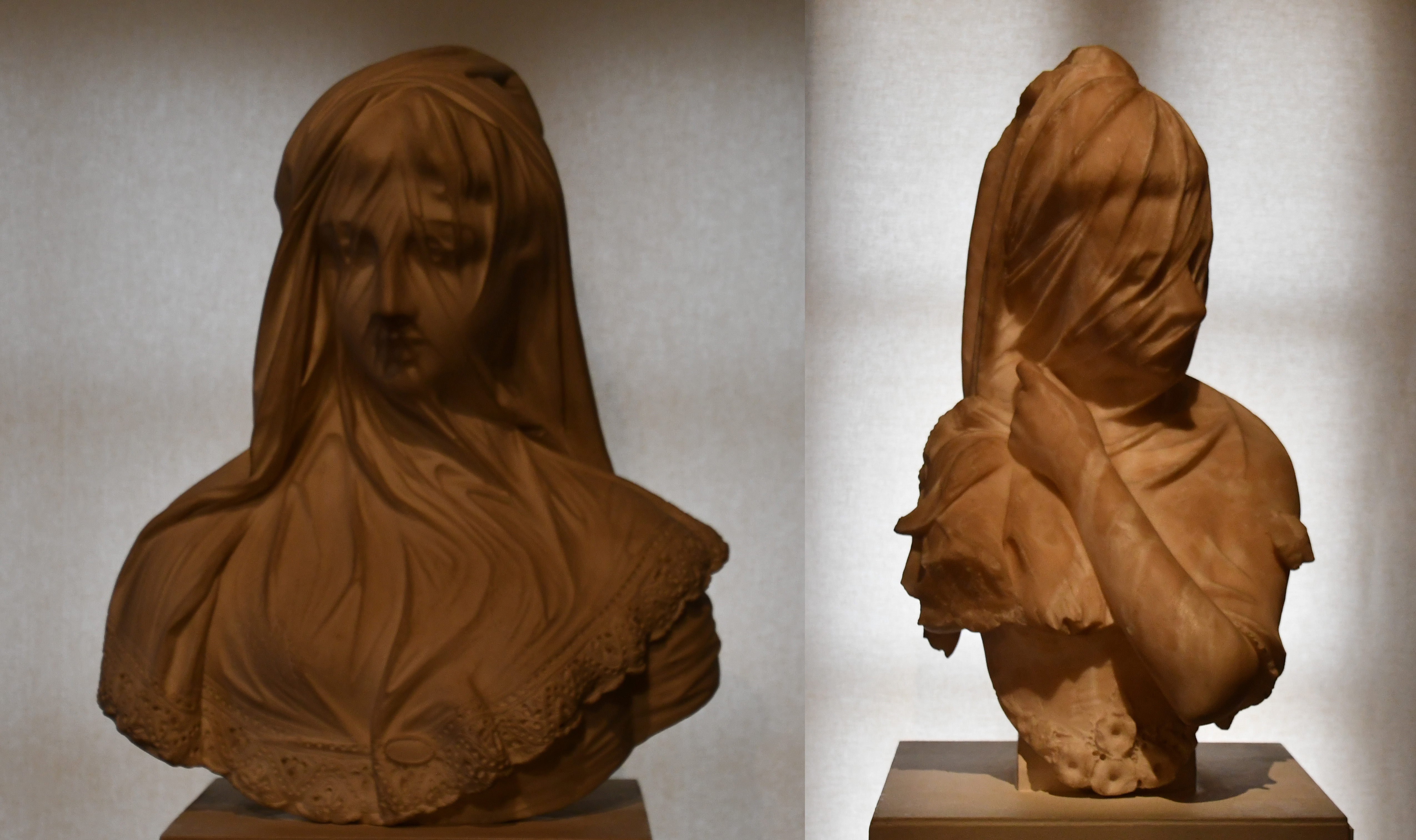
Bustes de femme voilée, Raffaele Monti, marbre, vers 1860.
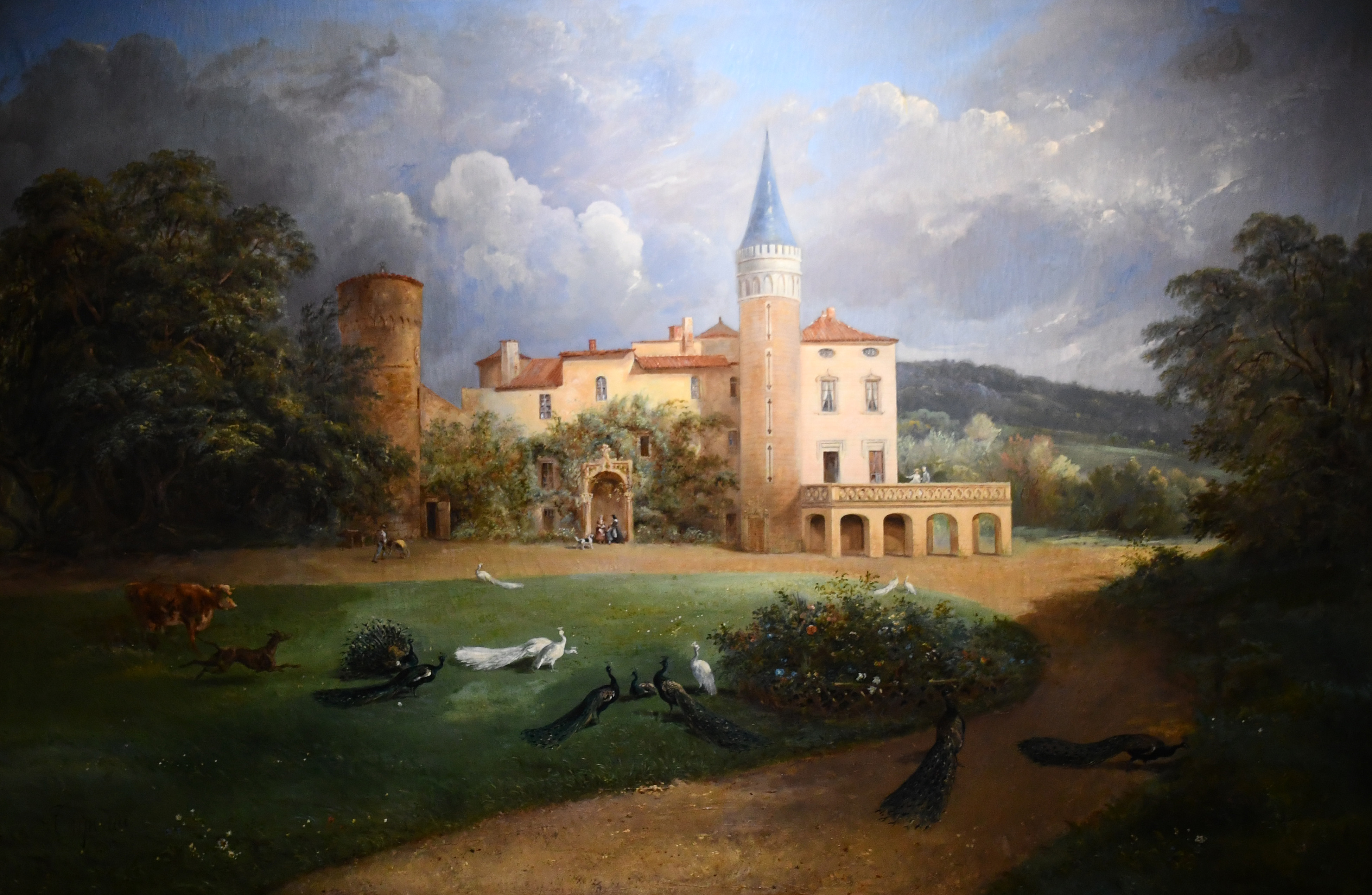
Château de Saint-Point, ou 'Château de Lamartine', Jean-Louis Tirpenne, 1867.
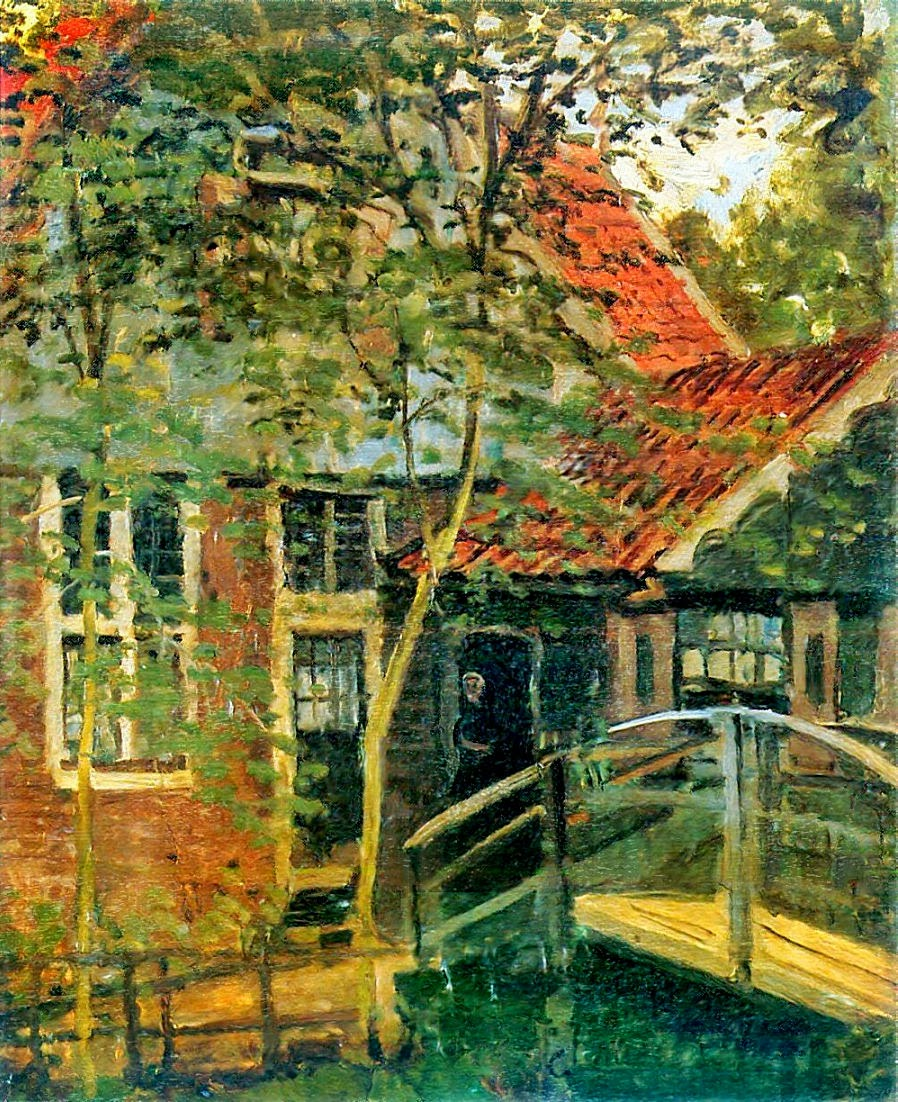
Claude Monet, Passerelle à Zaandam, 1871

### Œuvres desXXeetXXIesiècles
- Georges Autard (né en 1951)
- Jules Adler (1865-1952), dont Les Fumées[42].
- Josef Albers.
- Max Bill.
- Marcelle Cahn (1895-1981), dont Femme à la raquette[43].
- Franciska Clausen, dont Le Baromètre[44].
- Carlos Cruz-Díez.
- Maxime Descombin (1909-2003), nombreuses sculptures dont 1950 André Bloc[45].
- Günter Fruhtrunk (1923-1982), dont Sans titre[46].
- Albert Gleizes, dont Composition[47].
- Emmanuel Gondouin (1883-1934), dont Paysage à l'arbre[48].
- Gottfried Honegger, dont Composition en bleu[49].
- Émile Jacque (1848-1912), dont Chevaux à la herse[50].
- Le Corbusier, dont Étude pour la bouteille de vin[51].
- Jean Legros (1917-1981)[52].
- Marie-Hélène Martin, dont Grand Nu couché[53].
- Georges Mathey (1887-1915), dont Autoportrait[54].
- Jean Metzinger.
- Albert Montmerot, La pause des débardeurs, huile sur toile, 1939 [55].
- François Morellet.
- Aurélie Nemours, dont Au commencement[56].
- Knut Navrot, Bleu III[57].
- Jean Plumet, Paysage mâconnais[58].
- Paul Roche-Ponthus (1919-2009), dont TSM 43[59].
- Hans Steinbrenner (1928-), dont Composition, 1988[60].
- Pierre Szekely, fonds de dessins de ce sculpteur hongrois.
- Louis Thibaudet, fonds d'œuvres.
- Georges Valmier (1885-1937), dont Nature morte abstraite[61].
- Henri Vergé-Sarrat (1880-1966), Village dans le brouillard.
- Jacques Villon, dont Femme assise[62].
- Antoine Villard (1867-1934) dont Paysage Mâconnais[63] et Neige à Hurigny[64].
- Guy de Lussigny[réf. souhaitée].
- Sylvie Bonnot, Hotaluna et Parade, 2016.

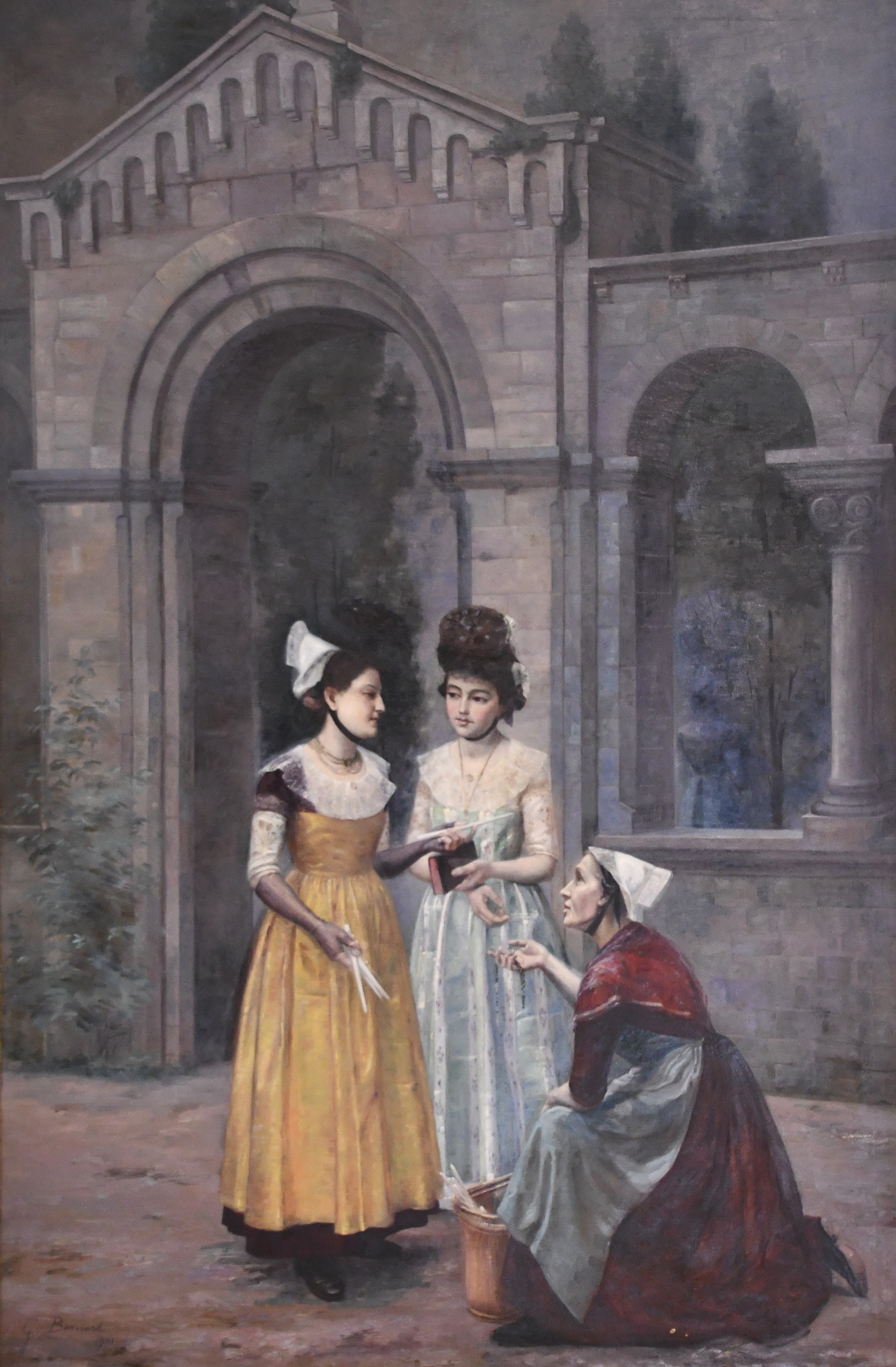
Trois Mâconnaises, G. Bernard, 1901.